# Marcus Vipsanius Agrippa
Pour les articles homonymes, voir Agrippa.
Marcus Vipsanius Agrippa (né vers 63 av. J.-C. - mort en mars de l'année 12 av. J.-C.), anciennement francisé en Marc Agrippe, est un général et homme politique romain du Ier siècle av. J.-C. ; éduqué aux côtés du jeune Caius Octavius Thurinus, le futur empereur Auguste, son parcours personnel épouse dès 44 av. J.-C. celui du petit-neveu et désormais fils adoptif de Jules César : fidèle lieutenant, bâtisseur, homme de guerre, gendre, et héritier présomptif de l'Empire, Agrippa fut de tous les combats militaires et politiques de son plus proche ami.
Présent au côté d'Octave dès la mort de César en 44 av. J.-C., Agrippa permet par ses victoires militaires (bataille de Nauloque en 36 av. J.-C. contre Sextus Pompée, bataille d'Actium en 31 av. J.-C. contre Marc Antoine) l'affirmation de l'autorité politique d'Octavien, dans un contexte de troubles profonds. Il accompagne ainsi l'installation du principat et la fin des guerres civiles de la République romaine. Durant les quinze premières années du principat, il participe, à l'initiative d'Auguste, aux nouvelles conquêtes de l'Empire, en Hispanie (20 et 19 av. J.-C.) et sur le Danube notamment (13 et 12 av. J.-C.). Après la mort de Marcellus, il fait partie des héritiers présumés de l'Empire, jusqu'à la naissance de ses fils. C'est aussi un habile diplomate dans les périodes de guerre.
Agrippa est, avec Mécène, un des très proches conseillers d'Auguste. Il est consul en 37 av. J.-C., au moment du renouvèlement du second triumvirat puis en 28 et en 27 av. J.-C. en même temps qu'Octave devenu empereur. Pour éviter de monopoliser la charge consulaire année après année, il reçoit au même titre que l'empereur un imperium exceptionnel, la puissance tribunitienne et assure la corégence avec Auguste (recevant tour à tour un imperium exceptionnel en Orient et en Occident). Il lui reste toutefois subordonné.
Il fait construire sur le Champ de Mars les premiers thermes à Rome, propriété privée qu'il lègue au peuple romain : les Thermae Agrippae. Il réalise à proximité la première version d'un temple dédié à toutes les divinités, le Panthéon de Rome, lors de son troisième consulat de 27. Il fait également construire, pour le compte d'Auguste, d'autres temples, des aqueducs, notamment l’Aqua Julia et l’Aqua Virgo à Rome, des théâtres et des portiques, et de nombreuses voies aussi bien dans la Ville que dans les provinces, notamment en Gaule.
Partie prenante des stratégies matrimoniales d'Auguste afin d'assurer une continuité dynastique à son nouveau régime, il épouse en troisièmes noces la fille unique d'Auguste, Julia, en l'an 21 av. J.-C., avec qui il eut 5 enfants, dont Caius et Lucius César, adoptés par Auguste et faits Princes de la Jeunesse et héritiers de l'Empire avant leur décès prématuré. Devenu gendre de l'empereur Auguste, dont il avait auparavant épousé la nièce Claudia Marcella l'Aînée, il est le premier beau-père du futur empereur Tibère à qui il donne en mariage sa fille Vipsania Agrippina. Il est ainsi à la fois le grand-père maternel de l'empereur Caligula, l'arrière-grand-père maternel de l'empereur Néron, ainsi que le beau-père du général Germanicus, héritier présomptif de l'Empire jusqu'à sa mort et frère aîné de l’empereur Claude, qui épousa par ailleurs en dernières noces Agrippine la Jeune, petite-fille d'Agrippa.

## Biographie

### Naissance et famille
Marcus Vipsanius Agrippa, appelé communément simplement Agrippa, naît entre mars 64 et mars 62 av. J.-C., probablement en l’an 63 av. J.-C. à l'instar d'Octave, ou l'année suivante. Le jour de sa naissance est peut-être compris entre un 23 octobre, voire un 1er novembre, et un 23 novembre,,. Il pourrait être né en Istrie ou à Asisium en Ombrie ou à Arpino en Italie, mais cela reste très incertain,.
Sa gens est inconnue du paysage politique romain avant lui. Il est le fils d'un dénommé Lucius Vipsanius Agrippa, probablement d'une famille de rang équestre italienne relativement modeste ayant reçu récemment la citoyenneté romaine. Il s'agit peut-être d'une famille marse ayant reçu la citoyenneté au lendemain de la guerre sociale du début du siècle,. Nous ne savons rien de sa mère. Ces origines font de lui un homo novus, un homme nouveau, le premier de sa famille à accéder aux plus hautes charges politiques de la République romaine.
Il a un frère aîné qui porte le prénom de Lucius et il a une sœur qui s'appelle Vipsania Polla. La famille ne semble pas influente dans la société romaine,.

### Un partisan fidèle d'Octave: de l'ami d'enfance au général en chef

#### Jeunesse et guerre civile de César (jusqu'en 44)

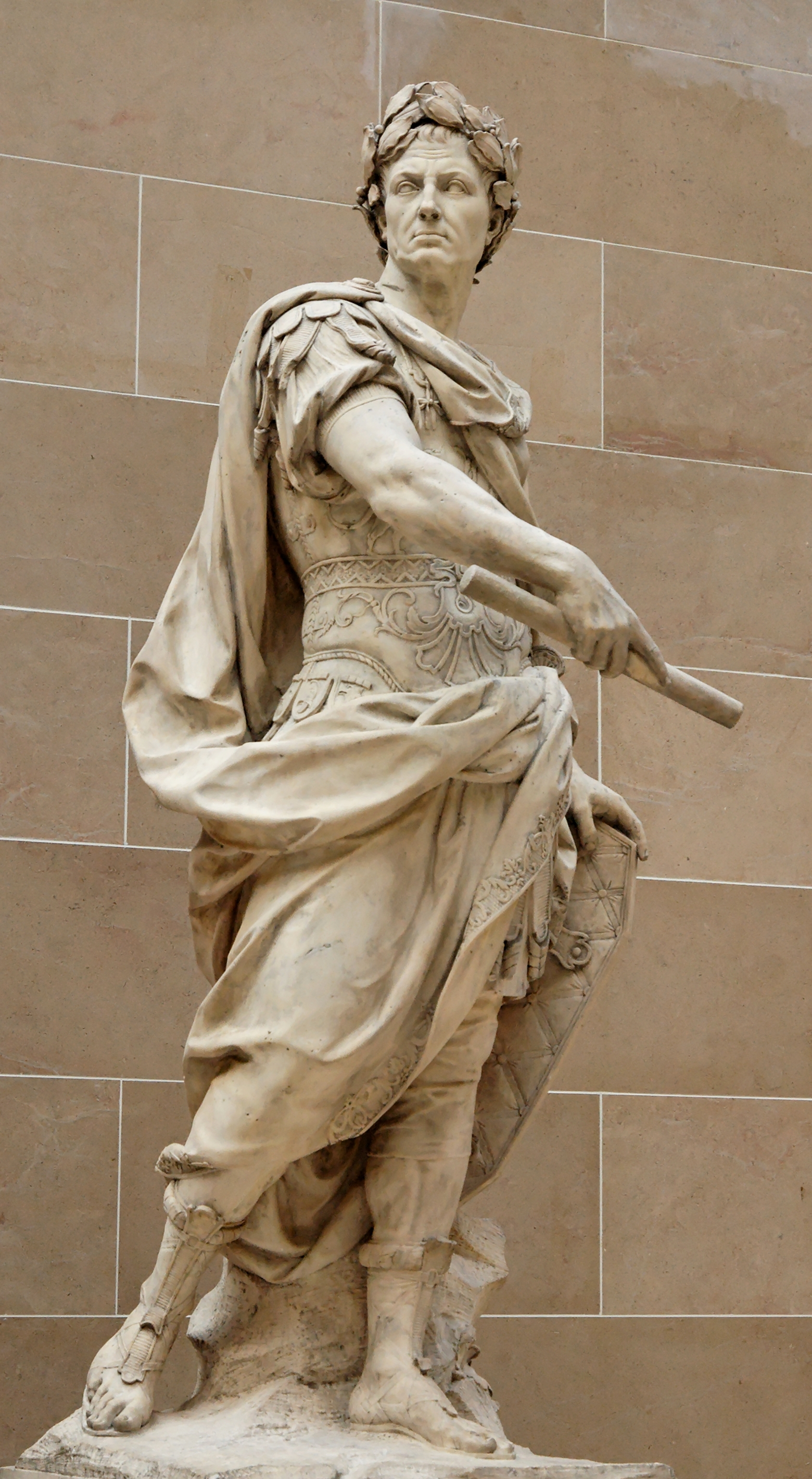
Statue de Jules César réalisée par Nicolas Coustou en 1713.

Il est du même âge qu'Octave, le futur empereur Auguste. Éduqués ensemble, ils se rencontrent peut-être durant les cours de certains maîtres de rhétorique, dont Apollodore de Pergame, et les deux jeunes hommes sont liés dès leur plus jeune âge et leur adolescence par une profonde amitié,.
Malgré les liens de la famille avec celle de Jules César, son frère prend le parti adverse pendant la guerre civile de 49 av. J.-C. et combat avec Caton contre César en Afrique. Lors de la défaite des troupes de Caton, le frère d'Agrippa est fait prisonnier mais il est libéré par Octave qui intercède en sa faveur. Nul ne sait si les deux frères se sont combattus en Afrique mais le jeune Marcus Agrippa intègre probablement les troupes de César durant la campagne de 46 et 45 av. J.-C. contre Sextus Pompée, à l'instar de son ami Octave. Ils participent vraisemblablement tous les deux à la bataille de Munda,,.
César envoie par la suite les deux amis étudier ensemble à Apollonie d'Illyrie, où sont situées les légions macédoniennes en prévision de grandes expéditions militaires prévues par César contre les Daces et les Parthes, pendant qu'il conforte son pouvoir à Rome. Agrippa et Octave, au cours de leur séjour, auraient rencontré l’astrologue Théogène, qui aurait prédit à Agrippa une brillante carrière, avant de se prosterner devant la destinée exceptionnelle d'Octave,.
Les deux amis sont à Apollonie depuis six mois quand ils apprennent l'assassinat de César perpétré aux ides de mars 44 av. J.-C. Agrippa et Quintus Salvidienus Rufus, un autre ami, conseillent à Octave de marcher sur Rome avec l'appui des légions de Macédoine pour éliminer les meurtriers de César, mais celui-ci décide de rallier Rome discrètement par bateau, suivant les conseils prudents de sa famille, en compagnie de ses deux amis. Leurs conseils ne sont pas seulement dictés par leurs ardeurs juvéniles, mais peut-être aussi par des ambitions politiques, en cherchant à profiter des guerres civiles pour s'élever dans la hiérarchie sociale aux dépens de l’aristocratie romaine dont beaucoup de membres sont mêlés à l’assassinat de César,.

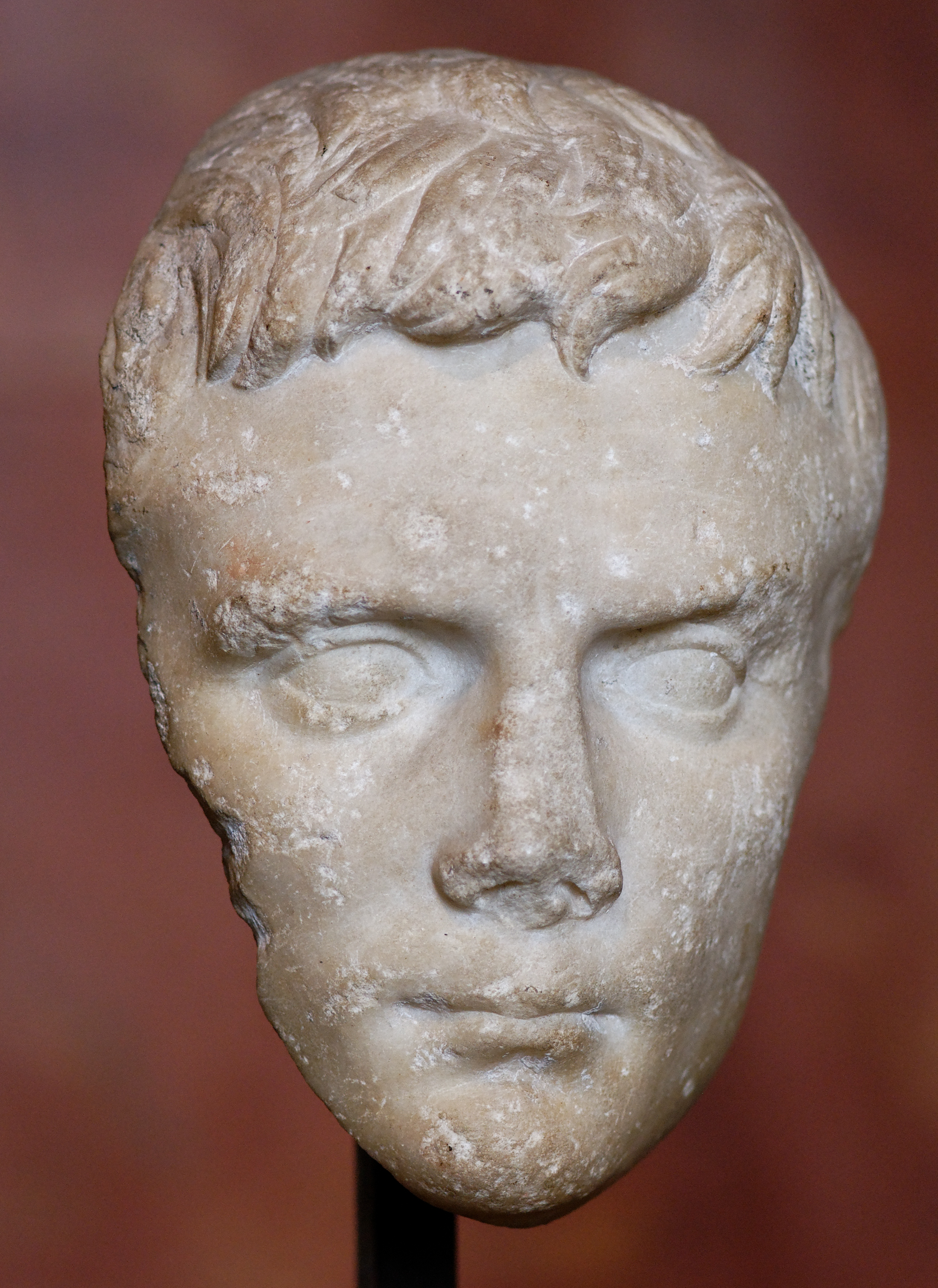
Portrait d'Octave jeune. Marbre grec.

#### Montée au pouvoir au côté d'Octave (44-42)
Octave apprend alors que César l'a désigné comme son fils adoptif. Loin d'être de passifs spectateurs, Agrippa et Salvidienus le poussent alors à accepter l'héritage contre l’avis de sa famille maternelle. Octave se fait accompagner à Rome par Agrippa et quelques amis pour revendiquer solennellement l’héritage de César auprès des magistrats chargés des testaments : il reçoit alors les trois quarts de la fortune de César, qu'Antoine refuse de lui restituer, et surtout son patronyme. Octave prend dès lors le nom de « César », mais il est appelé « Octavien » par les historiens modernes durant cette période.
Face à l'irruption du jeune homme sur la scène politique, Marc Antoine incarne un temps la volonté de préservation de la légalité de la République romaine. Il est parvenu, malgré le climat de tension, à un compromis avec les conjurés qui ont assassiné César. C'est dans un premier temps un grand succès pour Antoine qui réussit par ce geste à apaiser les vétérans, à se concilier la majorité du Sénat et paraît aux yeux des conjurés comme leur interlocuteur privilégié et protecteur, gage de la paix civile. Cependant, l'arrivée d'Octave remet en cause les décisions de Marc Antoine concernant les Césaricides et leurs partisans : le jeune César souhaite se venger et punir les conjurés. Marc Antoine se trouve alors dans une position inconfortable et bien qu'il soit en mesure de ralentir le processus de ratification de l'adoption d'Octavien, il doit rapidement clarifier sa position politique de crainte de perdre ses soutiens au profit d'Octavien. Marc Antoine réunit les comices tributes le 2 ou 3 juin afin de promulguer des lois agraires favorables aux vétérans et permettant d'assurer sa position à la fin de son mandat de consul et de placer ses principaux partisans à la tête de provinces clés. Il tente notamment d'assurer pour lui-même le contrôle des provinces de Gaule cisalpine,, alors gouvernée par Decimus Junius Brutus Albinus, un des conjurés de mars 44, et de Gaule chevelue, pour prendre sa place au 1er janvier 43.
Au cours de l'été et de l'automne 44, la situation de Marc Antoine devient de plus en plus périlleuse. Cicéron, sentant qu'il est possible d'écarter Antoine en favorisant Octave, entre alors en scène. Il commence en septembre 44 une série de discours contre Antoine, les Philippiques, afin de retourner le Sénat contre lui. Dans le même temps, Octavien œuvre de son côté pour accélérer la rupture entre le Sénat et Antoine. Ce dernier quitte Rome en octobre pour gagner Brindes et rejoindre les légions macédoniennes ayant traversé l'Adriatique. Octavien, Agrippa et leurs amis se rendent compte qu'ils ont besoin du soutien des légions et font de la propagande auprès des soldats. Antoine est très mal reçu à Brindes. Agrippa aide alors Octavien à lever de nouvelles troupes en Campanie, parmi les vétérans de César en particulier,.
En novembre, alors qu'Octavien s'est assuré le soutien d'une grande part des vétérans de César, deux des légions macédoniennes initialement fidèles à Antoine, les Legio I Martia et Legio V Macedonica, se joignent à lui en Étrurie. On a supposé de façon incertaine qu'Agrippa avait été l'un des négociateurs pour obtenir que les légions de Macédoine soient gagnées à leur cause. Octavien est, semble-t-il, pour la première fois, accompagné de Mécène, dont les talents de diplomate complètent ceux, militaires, d'Agrippa,,.
Ne pouvant se maintenir plus longtemps à Rome, son mandat de consul arrivant à échéance, Marc Antoine réunit le Sénat de manière non officielle le 28 novembre au soir sur le Capitole afin de s'assurer que ses dispositions prises en juin soient bien promulguées. Le lendemain, Marc Antoine, qui a réuni ses troupes, les passe en revue à Tibur puis prend la direction du Nord. C'est le début de la Guerre de Modène.
Le 1er janvier 43, Caius Vibius Pansa et Aulus Hirtius entament leurs mandats de consuls selon les vœux laissés par César sur son testament. Dès le début de leur mandat sont lancés des débats qui divisent les sénateurs sur l'attitude à adopter face aux agissements de Marc Antoine, débats durant lesquels Cicéron prononce la Ve Philippique. Le 3 janvier, le Sénat confie aux consuls la mission de porter secours à Decimus Junius Brutus,, assiégé dans Modène par Antoine, avec le commandement des armées, et leur associe Octavien,, qui dispose d'un imperium proprétorien et pour qui c'est l'occasion d'intervenir directement en toute légalité,. C'est la première guerre au cours de laquelle Agrippa seconde Octave, notamment lors des batailles de Forum Gallorum et du siège de Modène. C'est peut-être la même année 43 av. J.-C. que débute dans le même temps la carrière politique d'Agrippa, élu tribun de la plèbe (il faut donc supposer qu'il a été questeur auparavant), ce qui lui ouvre les portes du Sénat,.
Octavien, fort de ses nouvelles légions et toujours assisté d'Agrippa, défait Antoine dans le nord de l'Italie à la victoire de Modène pendant laquelle les deux consuls meurent. Octavien, auréolé de gloire, marche sur Rome. Il exige le consulat pour l'année suivante et rompt avec Cicéron. Il conclut alors un pacte avec Marc Antoine, devenu « ennemi public », qui avait fui en Gaule où il avait retrouvé l'armée la plus importante d'Occident, et Lépide en 43 av. J.-C. : c'est le début du « triumvirat pour restaurer la République,. ». Octavien et l'autre consul Quintus Pedius font juger les assassins de César par contumace. Agrippa se voit confier le cas de Caius Cassius Longinus,.
En 42 av. J.-C., Agrippa participe à la bataille de Philippes aux côtés d'Octavien et de Marc Antoine, si l'on en croit Pline l'Ancien. Il commande d'ailleurs probablement une partie des troupes du jeune César, ce dernier étant malade. Au terme de la bataille, 5 000 citoyens romains ont péri et Octave inflige de nombreux supplices à l'entourage captif des césaricides Brutus et Cassius, morts au combat.

#### Guerre de Pérouse (41-40)

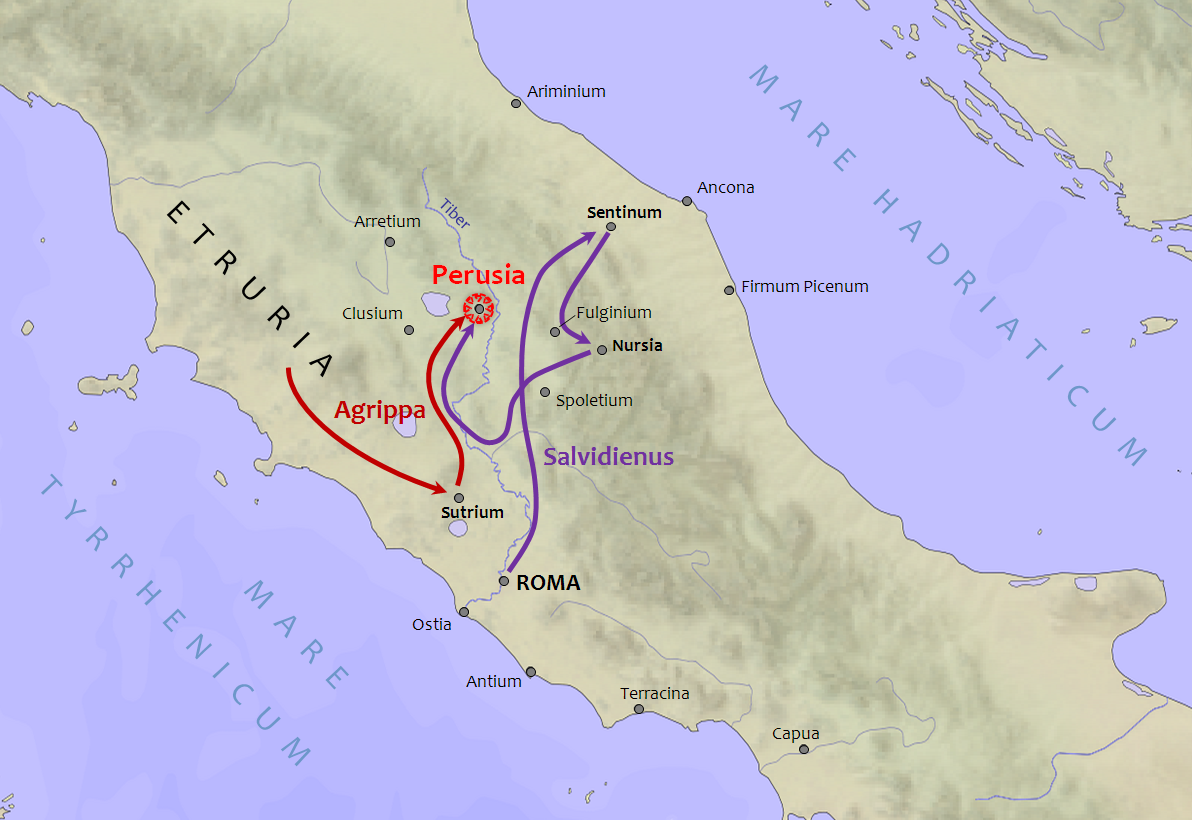
Mouvements de légions des alliés d'Octave dans la guerre de Pérouse en -41 jusqu'au siège de la ville.

Après leur retour à Rome, Agrippa joue un grand rôle dans le conflit commencé en 41 av. J.-C. qui oppose Octavien à Fulvia Antonia, épouse de Marc Antoine, et Lucius Antonius, son frère. Antoine est alors en Égypte.
Agrippa lève trois ou quatre légions de vétérans Étrurie,,, et s'empare de Sutrium qui occupe une position stratégique sur la via Cassia au nord de Rome, signant à vingt-trois ans la première victoire d'une longue liste, et soulageant ainsi Salvidienus qui risquait d'être encerclé,.
Salvidienus est à ce moment le général en chef d'Octavien et son homme de guerre le plus expérimenté. Il s'empare de Sentinum puis de Nursia. Les deux hommes réunis forcent alors Lucius Antonius à s'enfermer dans Pérouse,. Octavien, à l'instar de Jules César autour d'Alésia, fait édifier un solide réseau de fortifications autour de la ville, pour à la fois empêcher toute sortie et décourager les attaques des lieutenants d'Antoine,,.
Ventidius Bassus, Asinius Pollio et Munatius Plancus, avec treize légions sous leurs ordres, tentent de faire lever le siège mis en place par le jeune César mais ne réussissent pas à le briser, et se heurtent aux manœuvres de Salviedinus et Agrippa qui leur infligent de cuisantes défaites autour de Pérouse. Les trois généraux abandonnent alors Lucius Antonius et Fulvie à leur sort et se replient, ne s'entendant pas entre eux et confrontés au mécontentement de leurs soldats qui souhaitent la poursuite de la distribution des terres commencée par Octavien,.
La chute de Pérouse consacre la domination d'Octavien sur les provinces occidentales, notamment la Gaule, mais ne met pas fin à l'agitation en Italie. Plusieurs villes dans les Apennins continuent de résister. Munatius Plancus reste un temps à Spolète avant de rejoindre Antoine en Grèce. Agrippa parvient de son côté à retourner dans le camp d'Octave deux légions laissées par Plancus. En Campanie, Tiberius Claudius Nero est toujours en rébellion,,,,.

#### Défense de l’Italie etPacte de Brindes(40-39)
Après la guerre de Pérouse et le départ d'Octavien pour la Gaule, Agrippa est préteur urbain à Rome, nouvelle étape dans sa carrière politique de jeune magistrat de la République. Il doit alors faire face au mécontentement croissant des Romains qui sont fatigués du blocus maritime imposé par le fils de Pompée le Grand, Sextus Pompée, qui s'oppose aux triumvirs. Ce dernier est maître de la Sicile, et envoie son amiral s'emparer de la Sardaigne, puis fait ravager les côtes étrusques et prend pied en Corse. Agrippa est alors dans l'obligation de défendre la péninsule contre un front ouvert par la mer.

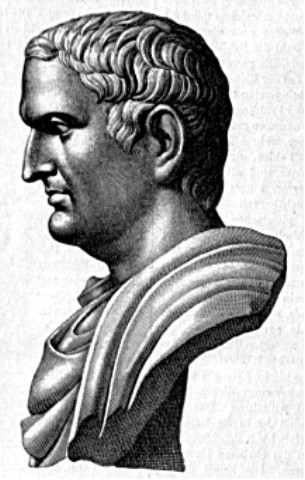
Buste de Marc Antoine.

En juillet 40 av. J.-C., alors qu'Agrippa préside les Jeux apollinaires en tant que préteur urbain, Sextus Pompée lance des raids pour piller les côtes italiennes,.
La faiblesse du triumvirat se révèle quand, en août 40 av. J.-C., Marc Antoine et Sextus Pompée pénètrent simultanément mais de façon non coordonnée sur le territoire italien. Agrippa part à la rencontre de Pompée et le force à se retirer,. Agrippa libère Sipontum en Apulie, alors aux mains des hommes d'Antoine, ce qui constitue le premier acte de la fin du conflit,. Il ne peut cependant marcher plus directement contre Antoine, ne pouvant persuader ses hommes de combattre un des héritiers de César. Seul Octavien serait en mesure de convaincre ses soldats, mais tombé malade en route depuis la Gaule, il tarde à rejoindre Agrippa, et la diplomatie est finalement privilégiée. Les vétérans prennent alors l'initiative d'éviter un conflit entre Octavien et Antoine en Italie en se montrant hostiles à une guerre entre césariens. La mort opportune de Fulvie vient arranger la situation. Les triumvirs s'entendent alors à nouveau sur leurs responsabilités respectives lors d'une entrevue organisée en septembre 40 dans la ville de Brindisi dans les Pouilles.
Agrippa fait partie des intermédiaires qui négocient à la paix entre Antoine et Octavien. Lors des négociations menant à la paix de Brindes, il apprend que Salvidienus est sur le point de trahir Octavien et de rallier Antoine. La paix ayant été conclue entre les triumvirs, il dénonce Salvidienus qui lui aurait proposé de se joindre à lui. Il est arrêté, accusé de haute trahison devant le Sénat, puis meurt exécuté ou suicidé. Agrippa devient alors le général en chef d'Octavien, position qu'il occupera jusqu'à sa mort.
Les triumvirs désignent les consuls pour l'année à venir, l'an 39 : Caius Calvisius Sabinus et Lucius Marcius Censorinus. Ils avaient été les deux seuls sénateurs qui tentèrent de défendre Jules César quand ses assassins le poignardèrent le 15 mars 44 av. J.-C.,, et l'attribution du consulat est considérée comme une reconnaissance de leur loyauté. Pour sceller ce nouveau pacte, Antoine désormais veuf épouse Octavie, la sœur d'Octavien. La réconciliation est fêtée dans tout l'Empire et l'on espère enfin une ère de paix.

### Leader militaire et vainqueur des guerres civiles

#### Gouvernorat des Gaules (39-38)
En 39 ou 38 av. J.-C., voire les deux années, Octavien nomme Agrippa gouverneur de la Gaule transalpine en remplacement de Salvidienus. Depuis la conquête romaine de César, la Gaule a été laissée à elle-même pendant les guerres civiles. Il jugule la montée en puissance des Aquitains, met au pas les Belges, combat aussi les tribus germaines, notamment les Suèves, et devient le deuxième général romain à traverser le Rhin après Jules César,,.
Durant cette période ou peu après, il épouse Caecilia Pomponia Attica, la fille de Titus Pomponius Atticus, un ami de feu Cicéron, peut-être dès les années 43-42 av. J.-C., mais plus probablement autour de 37 av. J.-C., Ce mariage se fait par l’intermédiaire de Marc Antoine. Le couple a une fille vers 36 av. J.-C., Vipsania Agrippina.

#### Premier consulat et campagne contre Sextus Pompée (37-35)

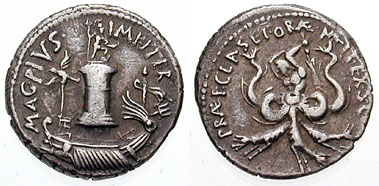
Denier de Sextus Pompée, célébrant une victoire navale sur Octave (42/40 av. J.-C.)

Bien que n'ayant pas atteint l'âge requis de 43 ans, il est rappelé à Rome par Octavien pour assurer le consulat en 37 av. J.-C. Octavien vient de subir plusieurs défaites navales humiliantes face à Sextus Pompée et a besoin de son ami pour prévoir une stratégie future. Agrippa refuse le triomphe décerné par le Sénat sur demande d'Octavien malgré ses exploits en Gaule, estimant qu'il n'est pas judicieux de célébrer ses victoires alors que le parti d'Octavien vit une période de troubles,,. Agrippa cherche peut-être aussi à ménager la susceptibilité de son ami Octavien, à qui il doit son ascension politique, et ne souhaite pas accentuer le contraste entre ses succès militaire et les déboires d'Octavien. Ce rappel d'Agrippa à Rome pour combattre Pompée est peut-être « la mesure la plus intelligente prise par l'héritier de César au cours de ce conflit ».
Dorénavant consul, il doit mener la guerre contre Sextus Pompée, aux côtés de Lucius Caninius Gallus, qui abdique et est remplacé par Titus Statilius Taurus, qui commandera une flotte envoyée par Marc Antoine à l'aide d'Octavien,.

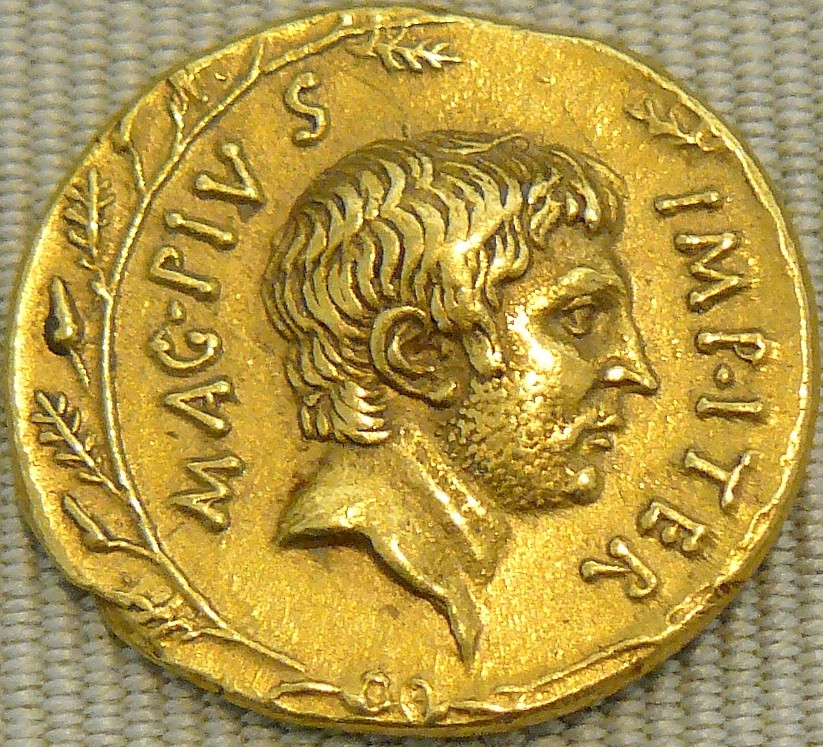
Aureus de Sextus Pompée émis en Sicile en 37/36 av. J.-C.

Tandis que Sextus Pompée contrôle les côtes italiennes, le premier objectif d'Agrippa est de trouver un port sûr pour sa flotte. Dans sa campagne précédente, Agrippa n'avait pu trouver de bases navales en Italie proche de la Sicile. Agrippa fait preuve de grands « talents d'organisateur et de bâtisseur » en « entreprenant de gigantesques travaux » : il parvient en Campanie à édifier une base navale de toutes pièces, en creusant un chenal dans la langue de terre séparant la mer du lac Lucrin formant un port extérieur, et un autre entre le lac Lucrin et le lac d'Averne pour servir de port intérieur,,. Le nouveau complexe portuaire est nommé Portus Julius en l'honneur d'Octavien,. Il complète son dispositif en occupant l’île de Stromboli,. Pour la flotte nouvellement construite, Octavien et Agrippa affranchissent 20 000 esclaves, reprenant le procédé de Sextus Pompée en Sicile, qu'ils lui reprochaient jusque-là,.
Agrippa est l'auteur de plusieurs améliorations techniques comme des bateaux plus larges et un harpon à bateaux (harpax) amélioré.
La campagne contre Sextus Pompée, prévue en 37 av. J.-C., est repoussée d'une année. Les travaux d'Agrippa prennent du temps et Octavien est occupé à renouveler le second triumvirat avec Marc Antoine lors du pacte de Tarente. Agrippa définit la stratégie et fait ses premiers pas en tactique navale,.

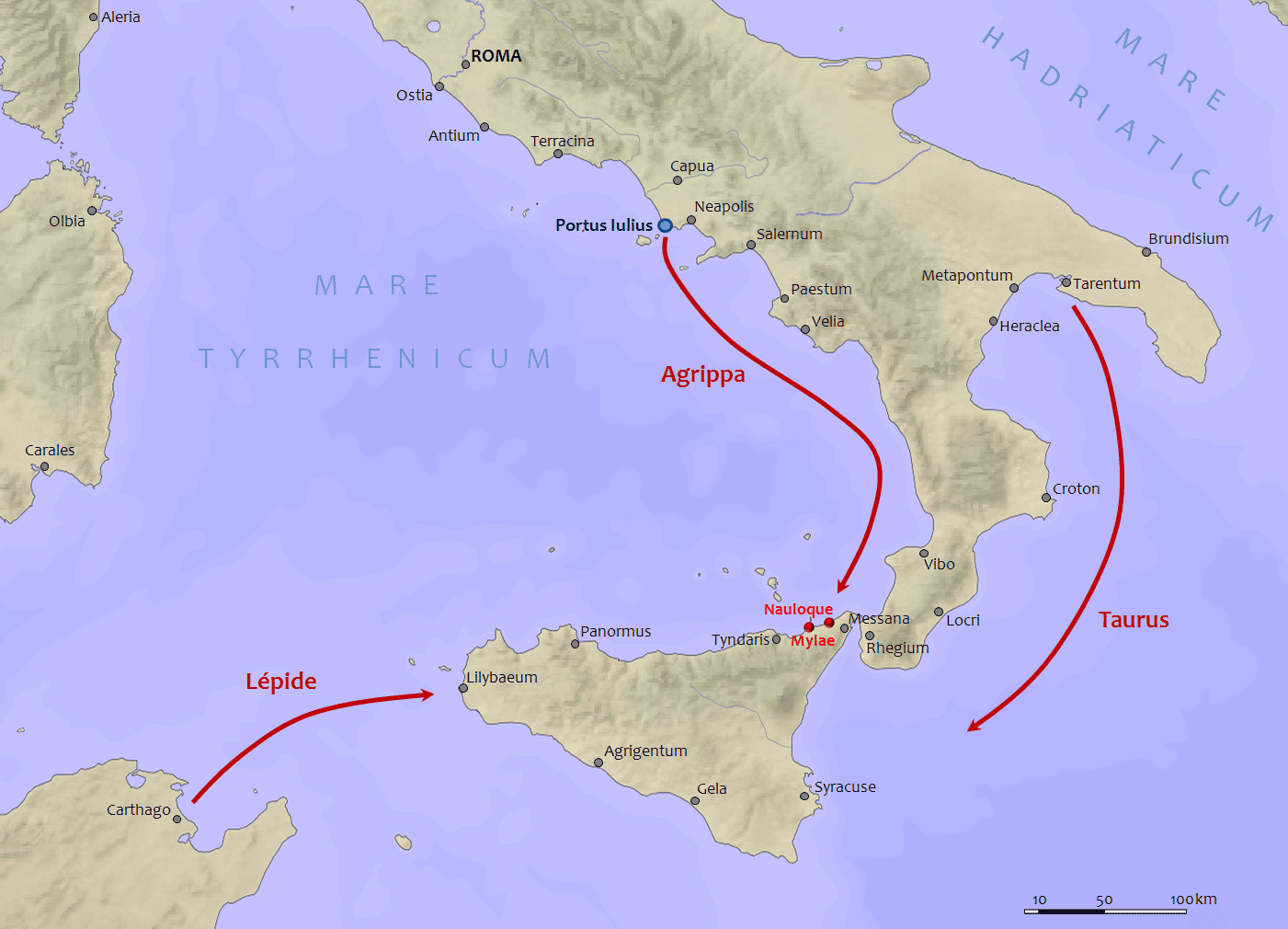
Plan d'offensive d'Octavien et Agrippa contre Sextus Pompée en 36 av. J.-C.

En 36 av. J.-C., Octavien et Agrippa lancent l’offensive navale depuis l'Italie contre Sextus Pompée, tandis que Lépide, depuis l’Afrique, débarque avec de nombreuses troupes à l’extrême-ouest de l’île,. La flotte d'Agrippa est sévèrement endommagée par les tempêtes et doit se retirer. Octavien est découragé, mais Agrippa le convainc de ne pas renoncer. Agrippa tente seul une deuxième offensive. Agrippa parvient finalement à s'installer aux îles Lipari, cherche à attirer la flotte pompéienne puis décide de prendre l'initiative. Grâce à son entraînement et à sa technologie supérieure, la flotte d'Agrippa remporte une victoire décisive à Mylae, dans le nord-est de la Sicile, le 2 août,.
Cette victoire permet à Octavien de débarquer trois légions en Sicile, avec à leur tête Lucius Cornificius, mais sa flotte est sévèrement battue par celle de Sextus Pompée. Le jeune triumvir est blessé et il doit abandonner ses légions à leur sort. Agrippa envoie trois autres légions à leur secours, depuis Mylae, et Cornificius réussit l'exploit de les rejoindre. Agrippa s'empare de Tyndaris, tout près. Cela a un fort impact sur l’armée pompéienne, Sextus Pompée ne pouvant plus différer l'ultime combat,.

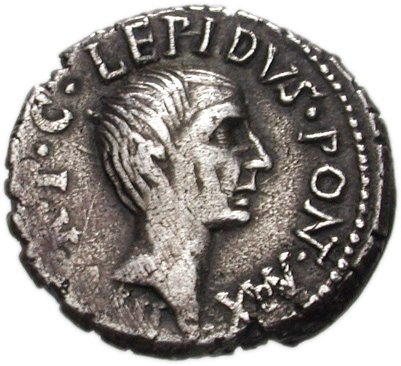
Denier de Lépide.

C'est une bataille navale à Nauloque, en septembre, qui scelle le destin de Sextus Pompée, qui perd la quasi-totalité de sa flotte face à Agrippa, qui maîtrise désormais la guerre navale et l'utilisation d'un harpax amélioré (grappin lancé par baliste). Seuls dix-sept bateaux parviennent à s'échapper, dont celui de Sextus Pompée,,.
Lépide rejoint alors Agrippa qui assiège Messine et huit légions ennemies, et c'est Lépide qui reçoit la capitulation du lieutenant pompéien, voyant ces huit légions se joindre aux siennes. Il se retranche à l'arrivée d'Octavien et exige la Sicile pour lui en plus de l’Afrique. Les troupes de Lépide ne veulent pas combattre Octavien, pas plus que celles qui ont récemment capitulé, et Lépide est contraint de se rendre à Octavien, qui le force à la retraite,,, lui conservant néanmoins le titre de pontifex maximus, qu'il ne revêtira qu'à sa mort.

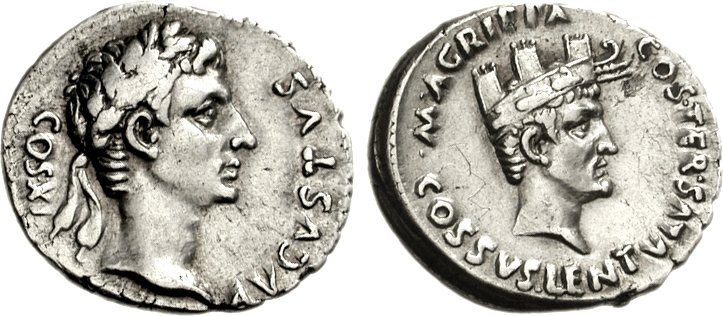
Denier représentant Agrippa avec une Corona Navalis et Auguste avec une Corona Civica.

Voyant sa puissance renforcée, Octavien rentre à Rome en tant que maître de l’Occident où il célèbre son ovation,. Agrippa reçoit un honneur sans précédent : une couronne dorée ornée de proues de navire,. Dion Cassius note que « c’est une décoration jamais reçue par quiconque et jamais plus décernée après lui ».

#### Campagne militaire en Dalmatie au côté d'Octavien (35-34)
À l'été 35 av. J.-C., Agrippa part avec Octavien pour les Alpes dinariques, dans les Balkans occidentaux. En route, ils soumettent une partie des Iapydes. Ensuite, Octavien pacifie les côtes dalmates,.
Octavien, en combattant parfois en personne, et menant les armées en Dalmatie, si proche de l’Italie, passe pour le défenseur de Rome et prend une nouvelle envergure, celle d'un militaire. Taurus et Agrippa, qui participent aux campagnes militaires d'Octavien, s'effacent pour lui laisser toute la gloire et ne pas porter ombrage au nouveau maître de l’Occident, tout en lui apportant ponctuellement assistance,.
À la tête de la flotte, Agrippa mène les premières opérations de la seconde campagne dalmate en 34 av. J.-C., défendant les colonies césariennes contre les Dalmates. Plusieurs succès navals puis terrestres permettent de récupérer des enseignes perdus par Aulus Gabinius en 47 av. J.-C.. Agrippa retourne à Rome à l'automne.

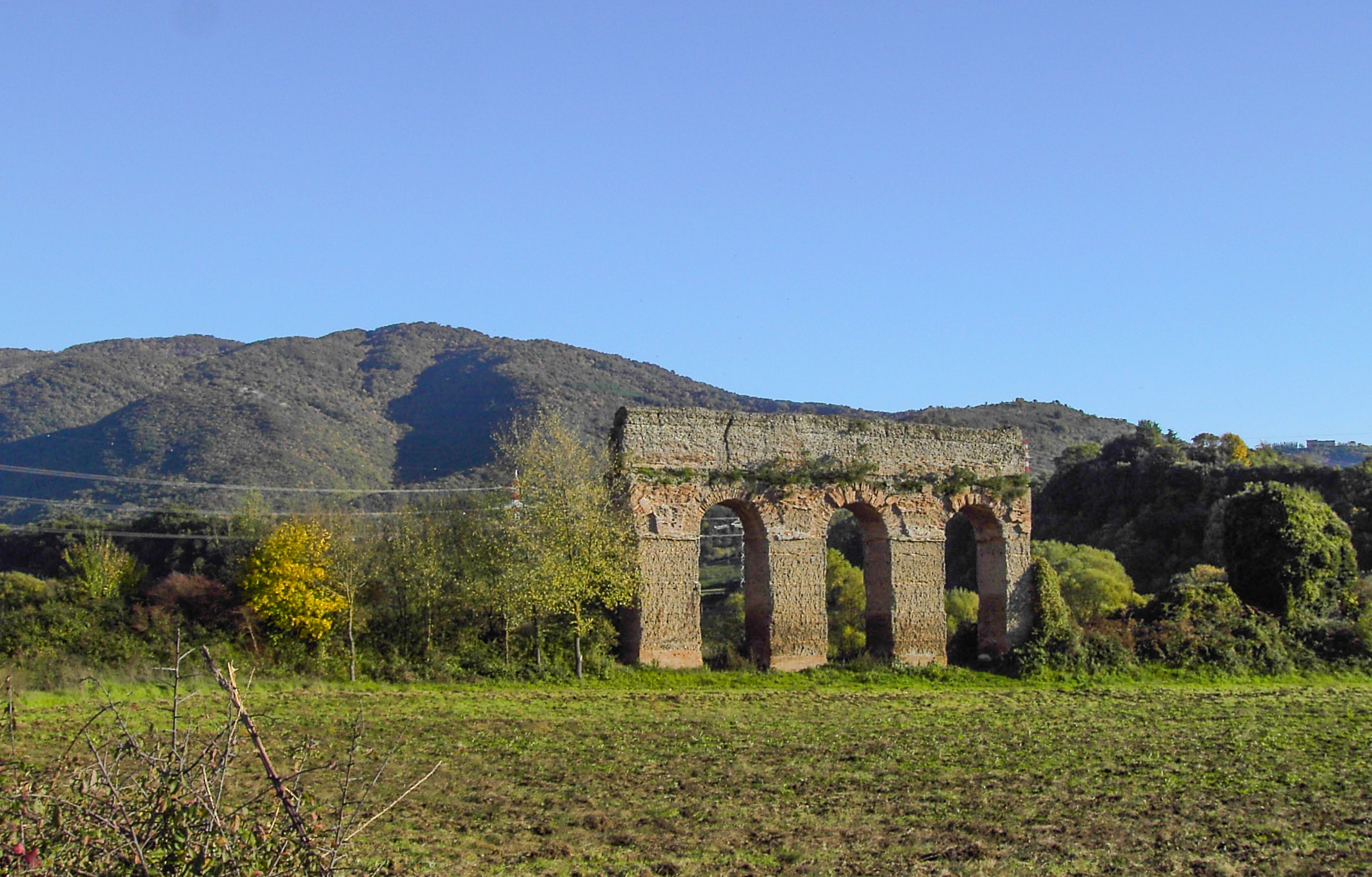
Restes de l’Aqua Marcia près de la Tibur antique.

Pour la première fois dans l’histoire de Rome, la flotte n'est pas démobilisée après un affrontement mais est conservée, entretenue et réutilisée pour les campagnes suivantes, notamment pour cette campagne en Dalmatie. Octavien enrichit la flotte de navires appelés « liburnes », livrés par les Dalmates et les Illyriens, qui feront merveille à Actium,.

#### Édilité et travaux à Rome (34-31)
Agrippa se lance alors dans l’aménagement et l’embellissement de la ville de Rome, et pour cela, il accepte de se faire élire édile en 33 av. J.-C. alors qu'il a déjà atteint le consulat, faisant là un retour en arrière dans son cursus politique, fait extraordinaire : Agrippa aedilis post primum consulatum,.

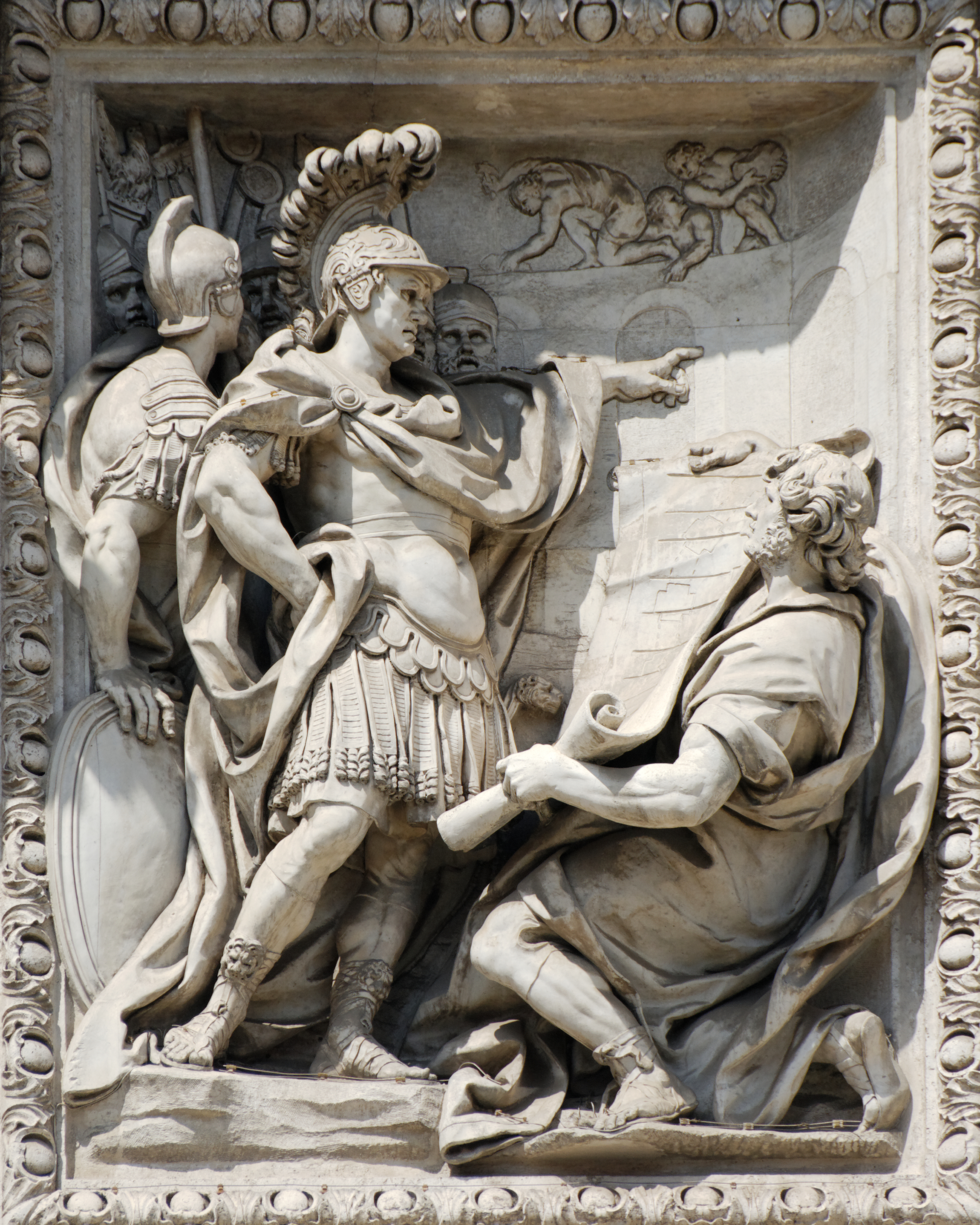
Agrippa approuvant la construction de l'Aqua Virgo, bas-relief surplombant la fontaine de Trévi, Rome.

Il se distingue dans ses fonctions par son œuvre considérable pour améliorer les équipements et les conditions de vie de la ville de Rome : en premier lieu, il se préoccupe de l'extension du réseau de distribution d'eau pour fournir davantage de citoyens, notamment en réparant à ses frais l'Aqua Appia, l'Anio Vetus et l'Aqua Marcia, et en construisant un nouvel aqueduc, l’Aqua Julia, nommé en l'honneur de son ami Octavien,.
Agrippa met en place une équipe de plus de 200 esclaves pour entretenir les aqueducs, les réservoirs et les fontaines. Cette équipe l'assiste lors de la rénovation et la construction des aqueducs à Rome jusqu'à sa mort, et revient ensuite à l'empereur,,. Le système d'alimentation des eaux était dépassé et négligé avant son édilité du fait des guerres civiles. Agrippa pourvoit la ville de nombreux points d'approvisionnement, permettant à chaque maison ou presque de posséder citerne, conduite ou fontaine. Des auteurs antiques comme Strabon ou Pline l'Ancien s'émerveillent du très grand nombre de bassins et fontaines, ainsi que de leur entretien, et y voient un bienfait d'Agrippa. On peut alors parler de « Rome comme une véritable ville des fontaines ».
Il fait aussi rénover les rues, nettoyer les égouts, la Cloaca Maxima, construire des thermes et des portiques et aménager des jardins. Il donne également une impulsion pour les expositions d'art tandis que sont organisés de somptueux spectacles,. Il met en place, sur la spina du Circus Maximus, sept dauphins faisant office de compte-tours.
Il est rare qu'un ancien consul exerce la fonction mineure d'édile mais le succès d'Agrippa dans cette fonction provoque une rupture avec la tradition. Octavien devenu l’empereur Auguste déclarera à propos de Rome : « j'ai trouvé une cité faite de briques et l'ai laissée faite de marbre », à la suite des immenses services rendus à la Ville par Agrippa sous son règne. Pline l'Ancien parle d'une memorabilis aedilitas. Cette action se place aussi dans le cadre de la propagande d'Octavien qui doit se gagner l'appui du peuple. Agrippa accompagne ces rénovations de célébrations somptueuses lors des fêtes publiques. C'est une opération de séduction, de mobilisation et de conditionnement de la plèbe romaine.
Dans le même temps, Agrippa expulse de Rome les astrologues et les magiciens. Souvent venus d’Orient, ceux-ci sont accusés de saper les fondements de la religion romaine traditionnelle et de représenter une « cinquième colonne » soutenant les intérêts de Marc Antoine en prédisant sa victoire future à l'aube de la dernière Guerre civile de la République romaine,.
En 32 av. J.-C., Atticus, le beau-père d'Agrippa, victime d'une maladie grave, fait venir ses amis, dont son biographe Cornélius Népos et son gendre, pour leur annoncer qu'il va se laisser mourir. Il décède le 31 mars et ses funérailles, sur sa demande, sont modestes. Agrippa hérite probablement d'une part de l’immense fortune d'Atticus.

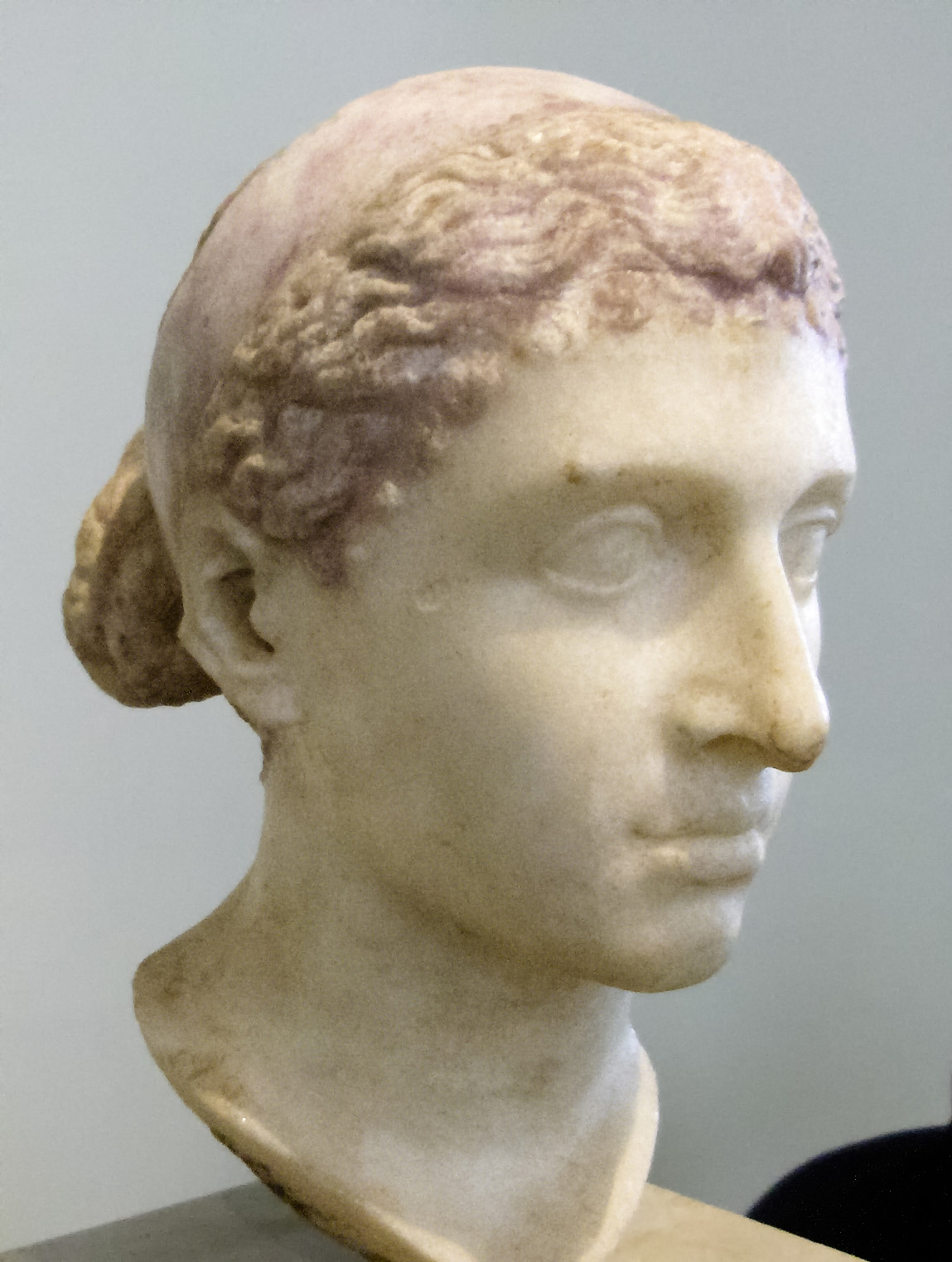
Buste de Cléopâtre VII, 40/30 av. J.-C., Altes Museum, Berlin.

#### Campagne jusqu'à Actium (31)
Agrippa est à nouveau appelé à quitter Rome pour diriger la flotte quand la guerre contre Marc Antoine et Cléopâtre éclate, reprenant son rôle de général d'Octavien. Il retrouve le commandement de la flotte à la tête de laquelle il a fait merveille contre Sextus Pompée,.
Marc Antoine possède une forte supériorité maritime, étant probablement à la tête de cinq cents navires de combat, auxquels il faut peut-être ajouter deux cents navires égyptiens. Les deux triumvirs cherchent un affrontement naval, plutôt que d'opposer leurs légions qui se réclament toutes du Divin Jules. Octavien et Agrippa possèdent une flotte inférieure en nombre, trois à quatre cents navires, mais plus maniable, notamment les liburnes, et surtout aguerrie lors de l'affrontement contre Sextus Pompée.
Agrippa déjoue les pièges tendus par Marc Antoine en s'attaquant à son ravitaillement dans un premier temps. Les lignes de communication et de ravitaillement de Marc Antoine s'étendent de Grèce jusqu'en Égypte tandis que sa flotte est déployée entre le sud-ouest du Péloponnèse et l'Épire. Agrippa s'attaque donc à Méthone, une cité stratégique au sud-ouest du Péloponnèse, dont il s'empare. Il se dirige ensuite vers le nord, menant des raids contre les côtes grecques et s'empare de Corcyre, l'actuelle île de Corfou, à l'extrémité nord-ouest de la flotte adverse. Les Octaviens se servent de Corfou comme base navale,,.

Disposition des troupes lors de la bataille d'Actium.

Octavien embarque ses troupes et débarque en Épire avec ses légions avant de rejoindre le promontoire d'Actium. Marc Antoine s'est laissé surprendre et déplace ses troupes et sa flotte sur le site choisi par son adversaire,. Pendant ce temps, Agrippa, avec la flotte octavienne, continue de harceler les lignes ennemies, s'empare des îles de Leucade, Ithaque, Céphalonie et de Patras, et menace Corinthe,. Agrippa détruit la flotte d'un allié de Marc Antoine sur le site de Patras.
Dion Cassius relate qu'en chemin pour Actium, Agrippa croise la flotte d'un lieutenant de Marc Antoine, Caius Sosius, qui effectue une attaque surprise sur un escadron d'un allié d'Octavien,. L'arrivée inespérée d'Agrippa permet d'emporter la victoire,,. Agrippa est parvenu à enfermer la flotte d'Antoine dans le golfe d'Ambracie. Antoine peut choisir de se replier avec ses forces terrestres mais perdrait dans ce cas sa flotte, nécessaire pour maintenir la liaison avec le reste de l'Orient.
Selon Dion Cassius, alors que la bataille est imminente, Octavien apprend que Marc Antoine et Cléopâtre projettent de forcer son blocus naval qui ferme l'accès à la mer Ionienne et de s'échapper. Il estime qu'en laissant passer les navires amiraux, il pourrait les rattraper avec ses vaisseaux légers, provoquant ainsi la reddition de la flotte ennemie constatant la lâcheté de ses chefs. Agrippa réfute que les bateaux ennemis, plus grands, puissent dépasser la flotte octavienne en forçant l'allure et qu'il vaut mieux oser une attaque immédiate, la flotte de Marc Antoine ayant été endommagée par une tempête. Octavien suit les conseils de son ami,.
Le 2 septembre 31 av. J.-C., la bataille d'Actium a lieu. Cléopâtre et Marc Antoine parviennent à forcer le blocus, mais abandonnent là une grande partie de leur flotte. Agrippa et Octavien continuent à bloquer l’entrée du golfe, la bataille ne semblant pas encore décisive. Après quelques hésitations, la flotte et surtout les légions antoniennes, qui devaient sans doute se replier, se rendent à Octavien, ayant mal interprété la fuite de leurs chefs. La bataille d'Actium devient alors une victoire décisive, due principalement au mérite d'Agrippa, et donne à Octavien le pouvoir sur Rome et l'Empire,,,.

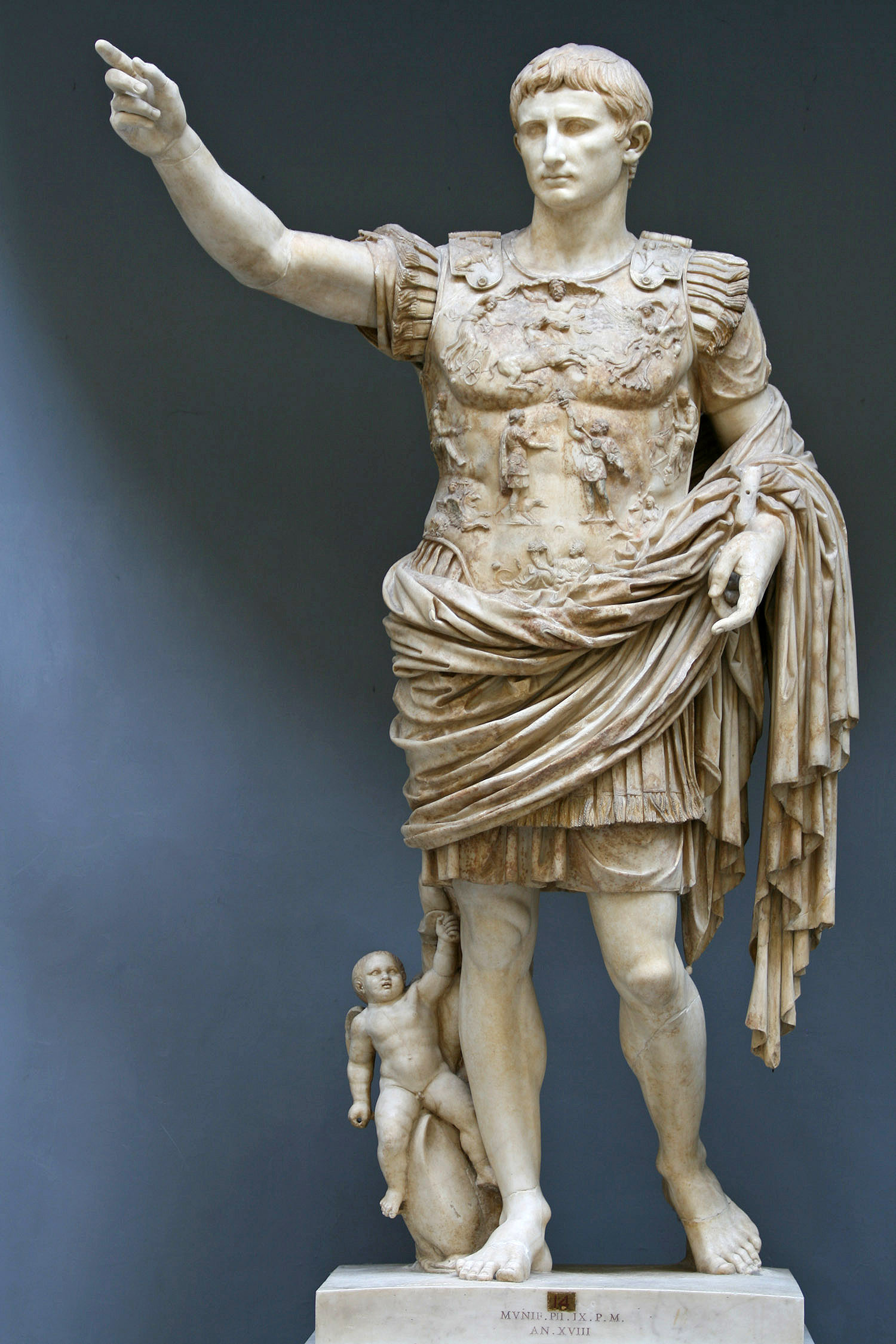
Auguste de Prima Porta, au Musée Chiaramonti, Vatican, Rome.

### Un administrateur talentueux à Rome: de grands travaux

#### Retour à Rome et nouveaux consulats (31-27)
À la suite de la victoire d'Actium, Octavien prépare une campagne contre l'Égypte : cependant, toutes les légions d'Antoine présentes à Actium se sont jointes aux siennes. Il décide de démobiliser la moitié de son armée qui retourne en Italie, et renvoie Agrippa à Rome pour faire face au mécontentement des vétérans qui n'ont pas encore reçu de récompenses. En l'absence d'Octavien, Agrippa et Mécène exercent l'intérim à Rome et en Italie. Cependant, ni l'un ni l'autre n'exerce de magistrature, étant tous deux de simples privatus. Le prestige des compagnons d'Octave suffit à asseoir leur autorité. Les deux hommes peuvent utiliser le sceau d'Octavien et ouvrir les lettres qu’il adresse au Sénat,.
Agrippa éprouve de grandes difficultés à contenir le mécontentement des vétérans et fait appel à Octavien pour qu'il intervienne. Ce dernier débarque en plein hiver à Brindes pour rejoindre Rome, devant repousser sa campagne contre l’Égypte. Octavien fait expulser des proscrits et d'anciens partisans d'Antoine d'Italie pour donner des terres aux vétérans, et refond la colonie de Carthage.
La flotte, dorénavant permanente, est tout d'abord basée à Forum Julii, puis elle sera redéployée sur les côtes italiennes, à Misène et Ravenne, Agrippa jouant sûrement un rôle important lors de ce redéploiement du dispositif naval impérial,.
Octavien dépose ses pouvoirs triumviraux, qu'on lui avait attribués pour rétablir la République, et revêt alors un sixième consulat, choisissant Agrippa comme collègue. Cela permet de donner l'illusion que les institutions républicaines fonctionnent à nouveau, via le respect de collégialité de la magistrature suprême. En outre, le choix d'Agrippa permet à Octavien d'avoir un collègue ne lui faisant pas d'ombre, et le couple consulaire est renouvelé en 27 av. J.-C.,.

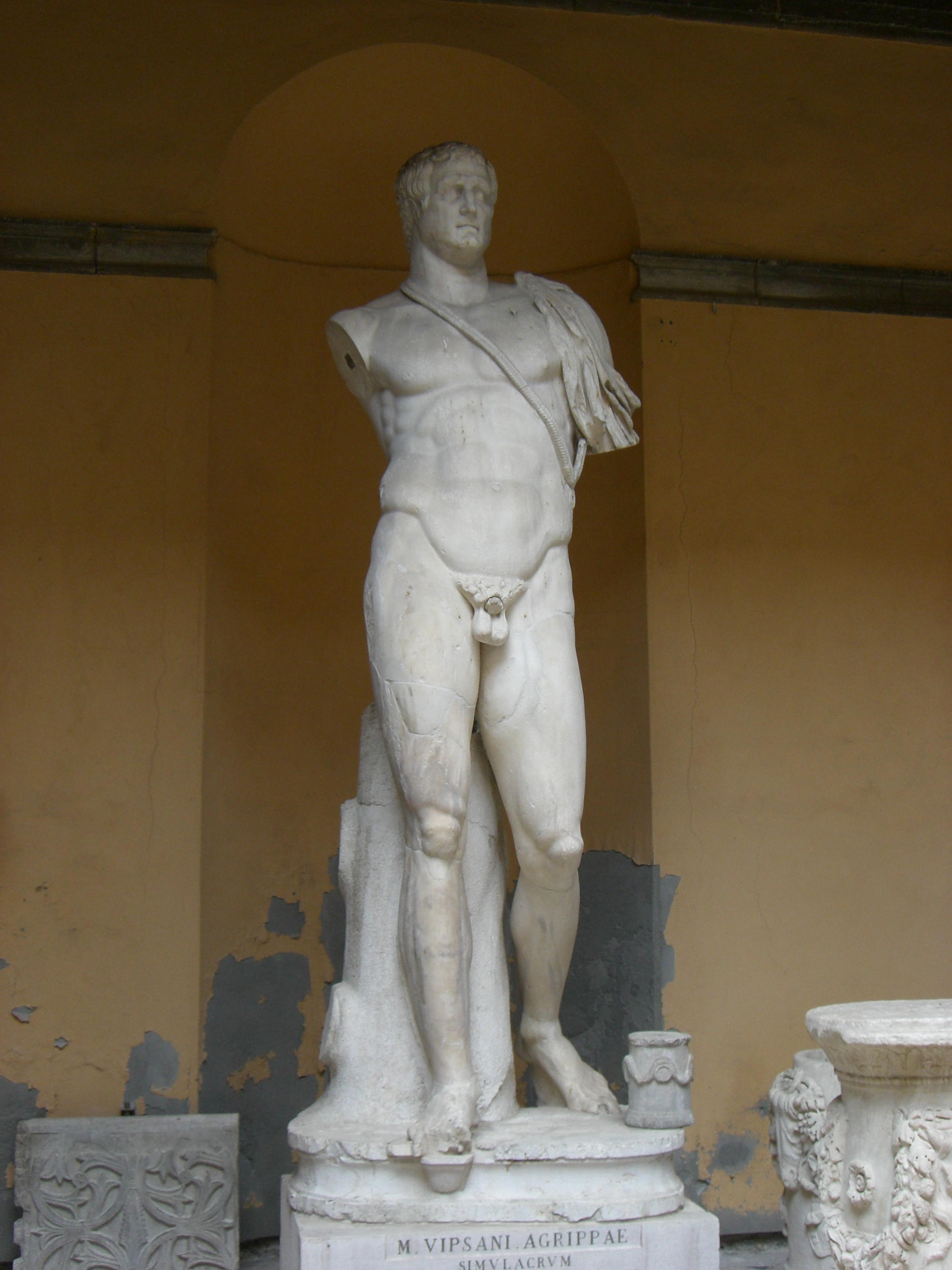
Agrippa en Neptune, héros des victoires navales d'Auguste. Statue du début du règne d'Auguste. Musée archéologique de Venise.

Cette année-là, le Sénat décerne le titre d’Auguste à Octavien, donnant ainsi naissance au principat. Les deux consuls épurent les listes sénatoriales pour revenir à un Sénat de 600 membres.
En récompense de ses actions, Agrippa reçoit une décoration particulière : un étendard couleur bleu de mer. Il se voit probablement élever au patriciat et récupère le domaine de Marc Antoine sur le mont Palatin, qu'il partage avec un autre proche de l'empereur, Valerius Messalla,, tous deux étant installés près de la demeure impériale,.
Auguste donne à Agrippa, dont on ignore s'il est veuf ou divorcé d'Attica, la main de sa nièce Claudia Marcella l’Aînée en 28 av. J.-C.,. Ensemble, ils ont une fille, Vipsania Marcella, qui naît vers 27 av. J.-C.

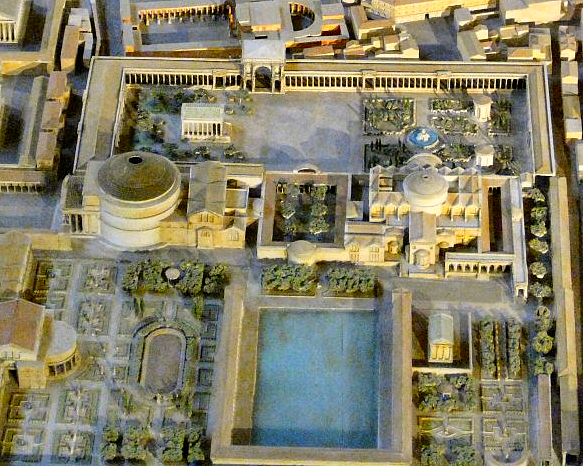
Maquette d'Italo Gismondi des réalisations d'Agrippa sur le Champ de Mars : les Saepta Julia en haut, le Panthéon d'Hadrien à gauche et les thermes d'Agrippa à droite, de part et d'autre de la basilique de Neptune, et en bas les jardins d'Agrippa au milieu duquel on retrouve l’étang qu'il a aménagé.

#### De grand travaux sur le Champ de Mars (27-23)
Auguste quitte Rome à l'été 27 av. J.-C. pour la Gaule puis pour mener des campagnes militaires en Hispanie durant trois années, en laissant une nouvelle fois la Ville à Agrippa et Mécène.
Agrippa lance de grands travaux à Rome et poursuivit l’œuvre entamée quelques années plus tôt lors de son édilité de 33 av. J.-C. Il lance des chantiers sur le Champ de Mars, alors peu urbanisé, étant jusque-là consacré à l'entraînement militaire et aux activités civiques. Agrippa poursuit alors trois buts :
- contribuer au bien-être des citoyens de la Ville ;
- embellir Rome par la construction de grands monuments ;
- et célébrer la gloire et la grandeur de l’Empire et d'Auguste.

Agrippa a amassé une grande fortune à l'issue des guerres civiles, ayant récupéré de nombreux biens de proscrits et des partisans d'Antoine, dont des terrains sur le Champ de Mars, et a aussi hérité de son richissime beau-père Atticus. Il a récupéré de grandes propriétés en Sicile après la défaite de Sextus Pompée ainsi qu'en Égypte avec celle de Marc Antoine et Cléopâtre VII,.
De plus, il possède aussi de nombreuses mines et fabriques qui lui facilitent ses projets, ainsi qu'une abondante main d'œuvre et des personnes très qualifiées parmi ses nombreux esclaves et affranchis. À cela s'ajoutent des architectes et des techniciens de son entourage, dont notamment Vitruve,.

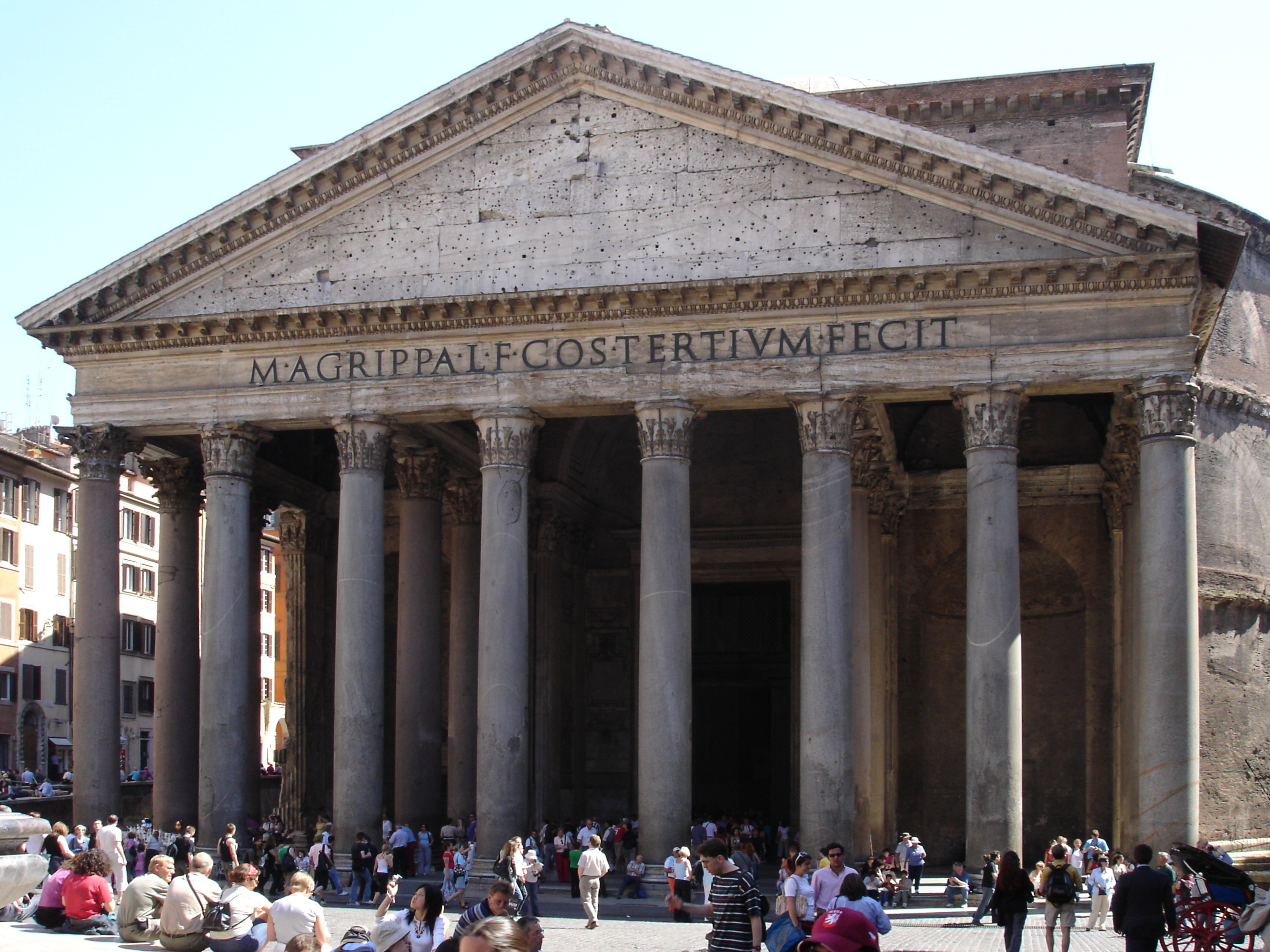
Le Panthéon d'Hadrien à Rome. Il comporte la mention, signifiant « Marcus Agrippa, fils de Lucius, Consul pour la troisième fois, le construisit ».

En premier lieu, Agrippa se lance dans l'achèvement des projets de Jules César, en remplaçant l'enceinte de bois autour des Saepta, renommées Saepta Julia, qui abrite les réunions des comices, par des murs en marbre entourés par un portique. Il complète le tout par un bâtiment rectangulaire à colonnades, orné de nombreuses sculptures, et qui devient un lieu privilégié fréquenté des Romains,. Il édifie aussi des thermes ouverts publics, apportant de nombreuses innovations pour ce type d'édifice : les Thermes d'Agrippa,. Il fera aussi aménager un étang et approvisionnera ce dernier, ses thermes et plus généralement le quartier du Champ de Mars en construisant un nouvel aqueduc, l’Aqua Virgo, qui sera inauguré en 19 av. J.-C..

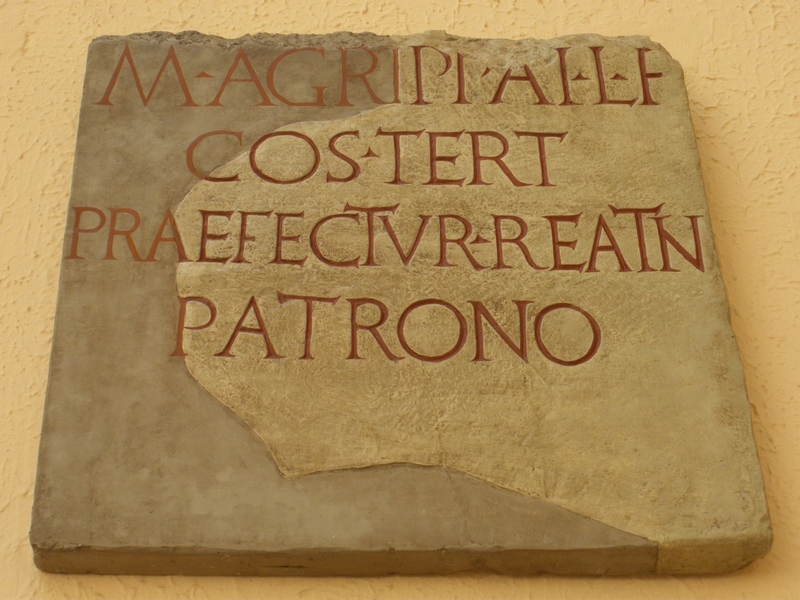
Copie d'une inscription dédicacée par le préfet de Réate à Agrippa, son patron, pendant son troisième consulat. Provenance : Rieti, Italie.

En commémoration de la bataille d'Actium, Agrippa fait construire et dédicace le bâtiment qui fera office de « Panthéon » jusqu'à sa destruction en 80 apr. J.-C. L'empereur Hadrien utilisera le modèle d'Agrippa pour son propre Panthéon, celui que nous pouvons toujours voir aujourd'hui à Rome. Une inscription présente sur ce nouveau bâtiment construit en 125 conserve le texte de celle qui était présente sur le bâtiment d'Agrippa durant son troisième consulat en 27 av. J.-C.. Non loin du Panthéon, il fait édifier une basilique, dite « de Neptune », pour célébrer les victoires navales d'Auguste contre Sextus Pompée et Marc Antoine, auxquelles Agrippa a tant contribué,.
Sa demeure sur le mont Palatin, anciennement celle de Marc Antoine, est détruite par un incendie en 26 ou 25 av. J.-C., et il est invité par le Prince à s'installer dans la demeure impériale.
En 25 av. J.-C., le neveu de l'empereur, Marcus Claudius Marcellus, se marie avec la fille d'Auguste, Julia, Agrippa officiant en l'absence d'Auguste. Auguste est tombé malade en Hispanie et s'inquiète alors pour sa succession : il confère alors de grands honneurs à son neveu devenu gendre, qui devient alors l’héritier de l'empereur aux yeux du peuple.
En 23 av. J.-C., de retour d'Hispanie, Auguste est mourant, et il décide de remettre son sceau authentifiant les actes officiels à Agrippa en présence de tous les magistrats et des principaux sénateurs et chevaliers de la Ville,. Par contre, il remet ses documents militaires et financiers, ainsi que ses archives, à son coconsul Cnaeus Cornelius Piso, un ancien républicain tout juste rallié. Si l'empereur décède, Agrippa, à titre privé, hérite de la fortune du Prince et de sa clientèle, tandis que le Sénat et le peuple romain récupèrent officiellement ses pouvoirs par l'intermédiaire de Piso. Cependant, c'est bien Agrippa qui récupèrerait une position forte à la suite de ces dispositions prises par l'empereur, qu'il aurait pu transmettre à Marcellus lorsque ce dernier et le peuple auraient été prêts,.

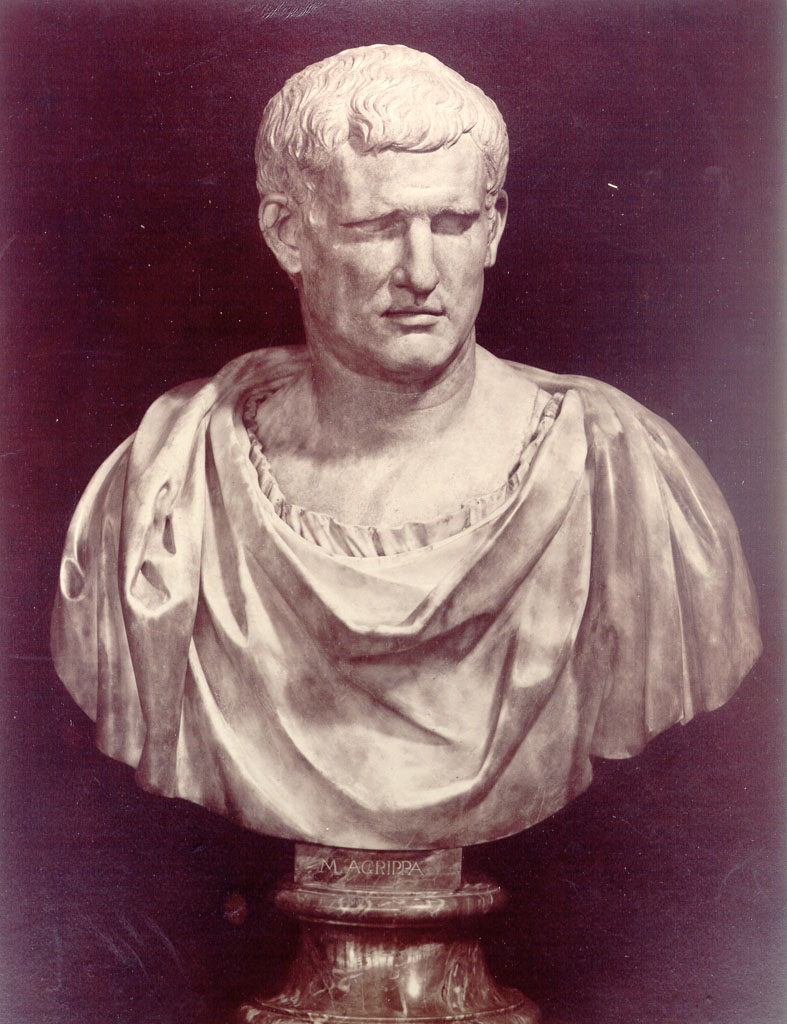
Buste d'Agrippa, photo de la fin XIXe siècle - début XXe siècle, Florence.

#### Gouvernorat des provinces orientales (23-21)
Finalement, l'empereur se rétablit à la surprise de tous. Les auteurs antiques allèguent que l'amitié d'Agrippa avec Auguste semble avoir été assombrie par la jalousie envers son beau-frère Marcellus, probablement à l'instigation de Livie, la troisième épouse d'Auguste. On explique communément le départ d'Agrippa de Rome au motif de cette jalousie plutôt que sous celui du gouvernorat des provinces orientales, considéré comme un exil honorable. Cependant, Auguste devait se rendre dans ces provinces, mais encore convalescent, il envoie son plus proche collaborateur, Agrippa, qui reçoit un imperium supérieur à tout autre en Orient,,.
Toutefois, Agrippa envoie son légat en Syrie tandis que lui-même reste à Lesbos et exerce son pouvoir par procuration. Il y rédige ses mémoires ainsi qu'un commentaire géographique, œuvres perdues,.
Il aurait aussi été chargé d'une mission secrète, celle de négocier avec les Parthes au sujet du renvoi des aigles des légions romaines dont ils s'étaient emparés à Carrhes. En effet, peu après son arrivée en Orient, arrivent à Rome des ambassadeurs du roi des Parthes, Phraatès IV. Auguste décide de libérer le fils du roi, Phraatès V, à condition que les insignes de Crassus et les prisonniers de la guerre de 53 av. J.-C. soient retournés à l'État romain,.
Si on place ces évènements pendant la crise politique de 23 av. J.-C., il est peu probable que l'empereur, en proie à l'instauration d'un nouveau régime politique, synonyme de bouleversement, ait « exilé » un homme pour diriger le plus gros des troupes romaines. Il s'agit plus probablement d'une décision politique prudente et Auguste aurait mandaté Agrippa pour diriger les légions d'Orient avec la possibilité de s'en servir si l'instauration du principat requérait un soutien militaire rapide. Auguste doit en effet faire face à un complot en 23/22 av. J.-C. après sa maladie,.

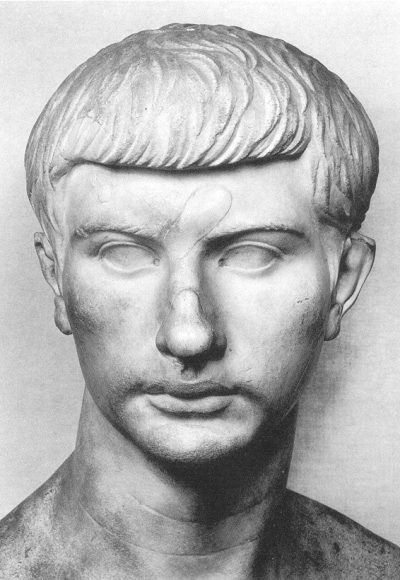
Buste de Marcus Claudius Marcellus.

Alors qu'Auguste a mis en place sa succession, avec un cogérant dévoué et efficace et un jeune héritier prometteur, ce dernier, Marcus Claudius Marcellus, décède brusquement en 23 av. J.-C. Auguste prononce l'éloge funèbre de son gendre et Marcellus est le premier membre de la famille impériale à reposer dans le mausolée d'Auguste,.
L'empereur, resté à Rome, rencontre de plus en plus d’hostilité de la part de l'aristocratie romaine, son emprise sur la politique étant trop évidente. Il choisit alors, comme cinq années auparavant lors de son départ pour l'Hispanie, de s'éloigner de Rome. Il a pour objectif de rejoindre Agrippa en Orient, et fait une première étape en Sicile. Mais les élections consulaires pour l'année 21 av. J.-C. amènent de forts troubles à Rome, deux candidats cherchant à s'imposer par la force.

### Le coempereur et héritier d'Auguste

#### Retour à Rome et mariage avec Julia (21-20)
On dit que Mécène aurait alors conseillé à Auguste, préoccupé par sa succession et par les troubles à Rome, de se rapprocher davantage d'Agrippa en faisant de lui son gendre. Mécène aurait fait remarquer à Auguste qu'il a rendu Agrippa si puissant qu'il fallait soit l'éliminer, soit se le lier,. Auguste n'a eu qu'une fille, de ses trois mariages (avec Clodia Pulchra, Scribonia puis Livie). Il aurait donc incité Agrippa à se défaire de Marcella et à épouser sa fille Julia, la veuve de Marcellus, louée pour sa beauté, ses capacités et une débauche sans scrupule,. Agrippa quitte Mytilène avant la fin de l’hiver 22/21 av. J.-C. pour épouser Julia à Rome.

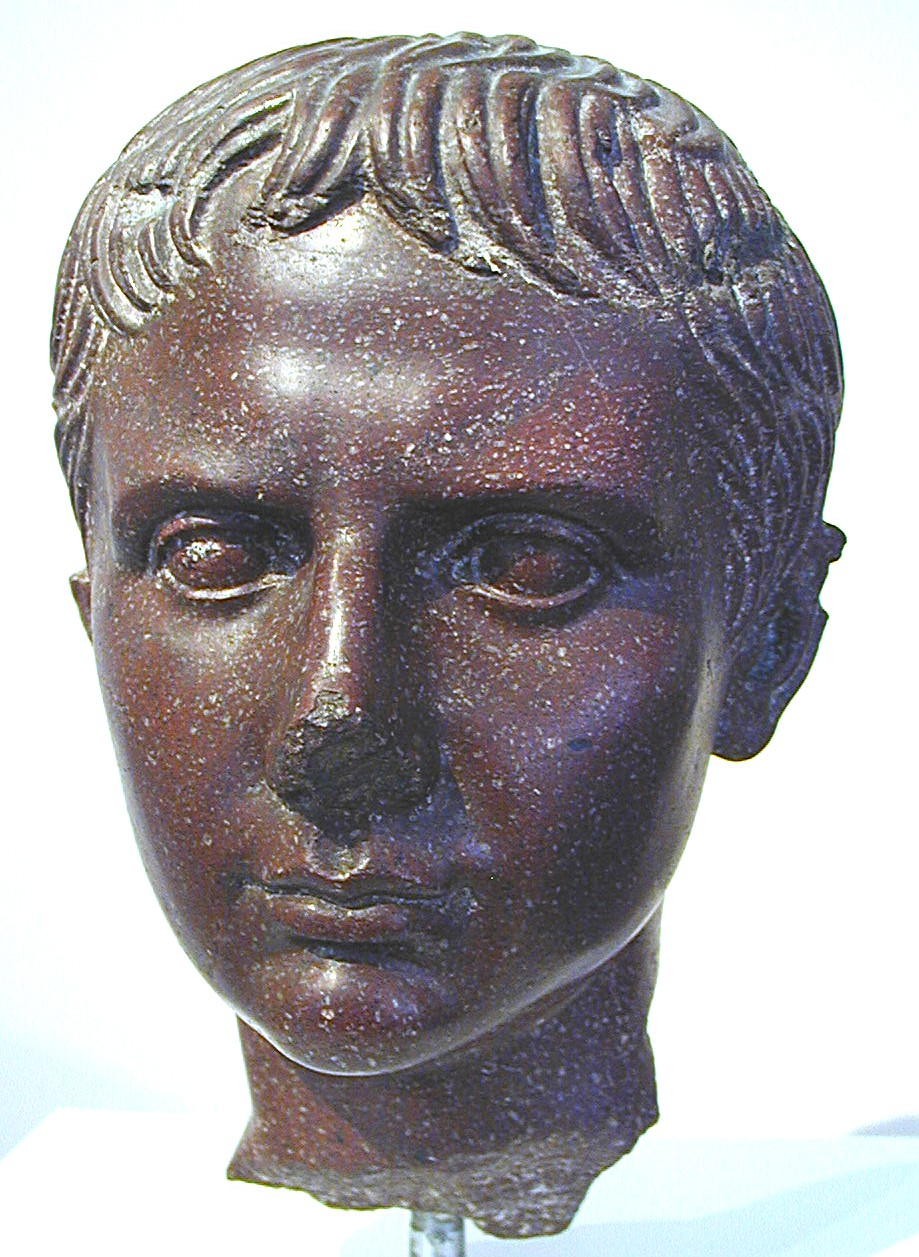
Caius Julius Caesar Vipsanianus.

Auguste continue quant à lui son voyage en Orient, laissant le soin à Agrippa, dont le mariage avec la fille d'Auguste lui donne une légitimité suffisante, de faire face aux troubles à Rome.
Le nouveau couple se fait construire une villa sur la rive droite du Tibre, près du Trastevere, où ont été retrouvées nombre de peintures qui témoignent de l’intérêt d'Agrippa et de son épouse pour les œuvres d'art,. Un pont sera aussi édifié pour joindre la villa au reste de la cité : le pont d'Agrippa.
Agrippa, qui a le même âge que l’empereur et donc l'âge d'être le père de sa femme, est sûrement pour Auguste un intermédiaire et un protecteur des enfants à naître du nouveau couple. La naissance de Caius et Lucius Julius Caesar Vipsanianus en 20 et 17 av. J.-C. comble de joie l'empereur qui les adopte, ces derniers devenant ses héritiers,,. Entre les deux, Agrippa et Julia ont aussi une fille : Vipsania Julia Agrippina, née en 19 av. J.-C..

#### Gouvernorat de l’Occident (20-19)

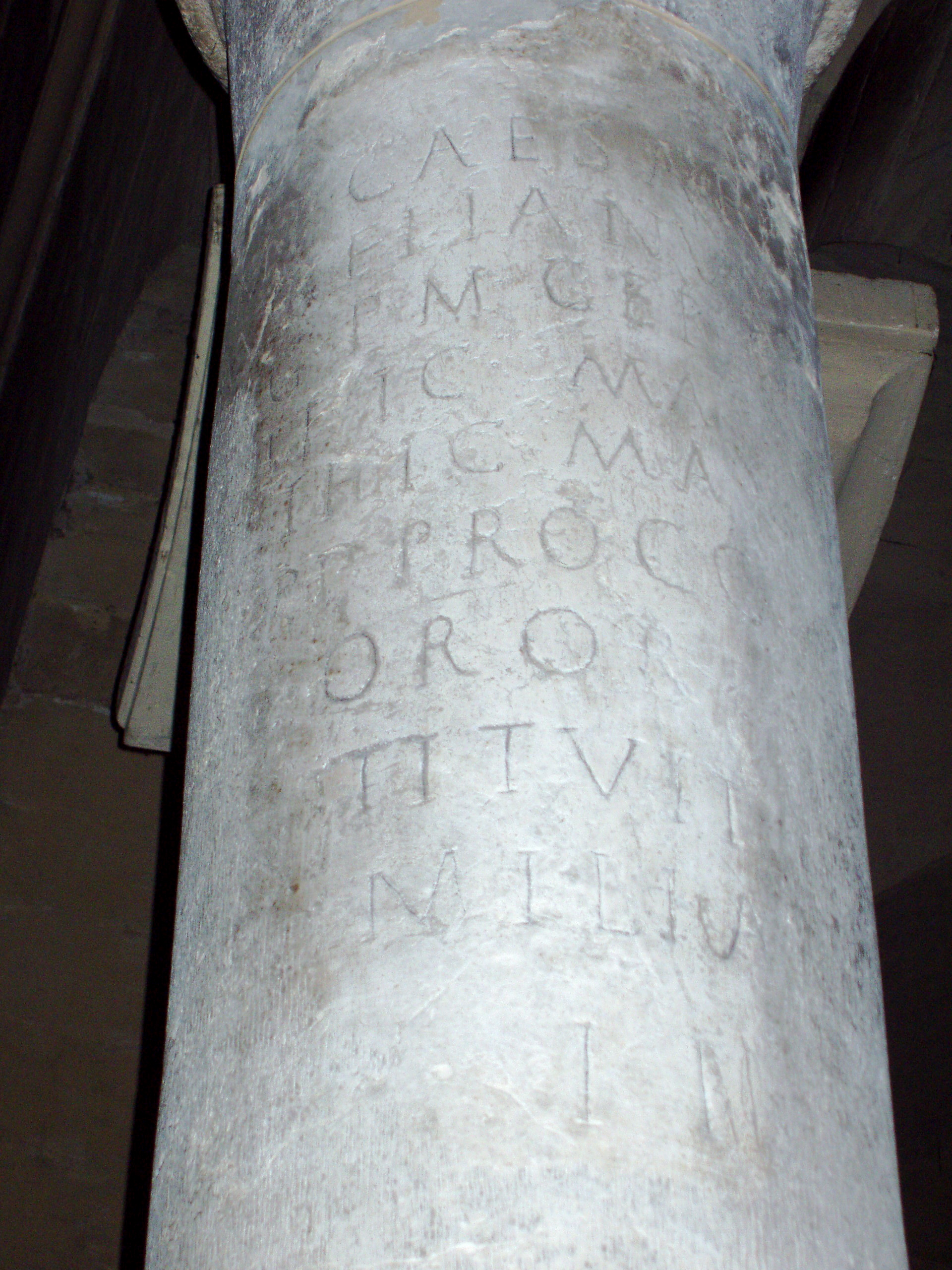
Milliaire de la via Agrippa (cathédrale de Valence, Drôme).

En 20 av. J.-C., Agrippa quitte Rome pour une mission périlleuse en Occident,. Agrippa se rend d'abord sur le Rhin, où il repousse les incursions germaniques et fonde une ville sur l'emplacement de l'actuelle Cologne, sur la rive droite du Rhin, en déplaçant une tribu alliée de Rome, les Ubiens,,.
Il jette les bases de l'organisation de la province des Gaules, réformant l'administration provinciale, le système de taxes et construisant un important réseau d'aqueducs. Il entreprend, sur ordre d'Auguste, la construction du réseau de voies romaines en Gaule,. Lugdunum se retrouve au cœur du réseau routier qu'il a créé en Gaule, la ville devenant alors la capitale des Gaules sous son impulsion. La colonie de Nemausus fondée par Auguste sous la direction d'Agrippa quelques années plus tôt, devient le siège d'un atelier monétaire et de nombreux monuments y sont construits,.

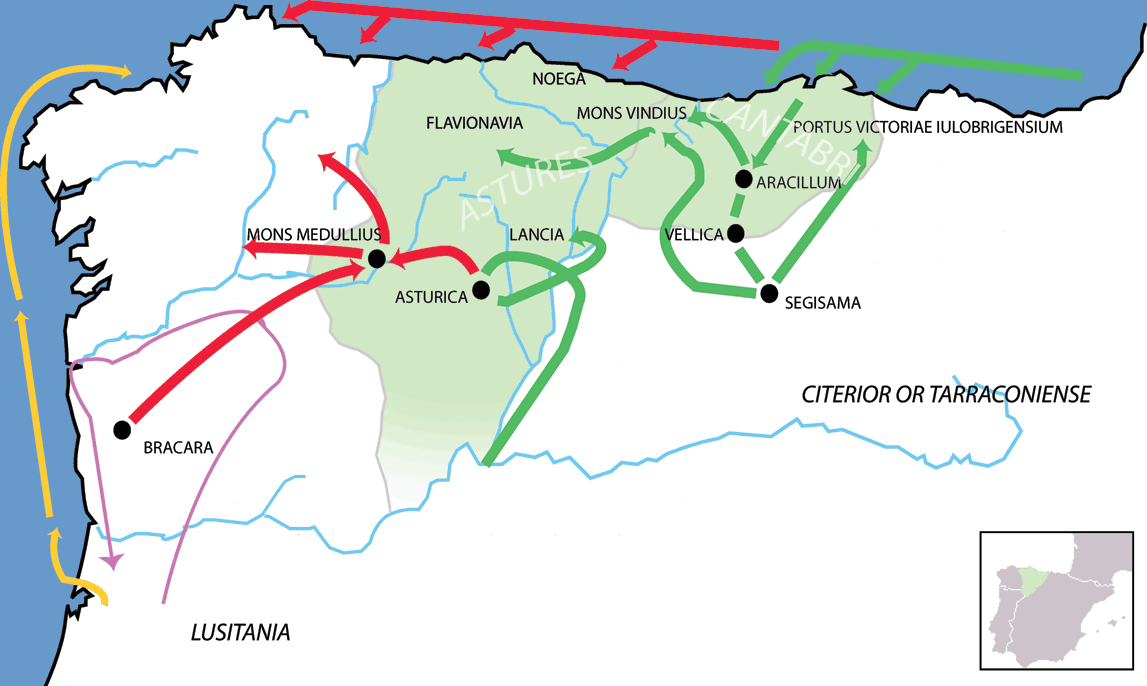
Opérations militaires romaines menées durant les guerres cantabres de 26 et 25 av. J.-C. par Auguste et ses lieutenants.

Ensuite, il part combattre les Cantabres en Hispanie pour mettre fin aux révoltes à répétition. Au nord de la péninsule Ibérique, dans le pays des Astures, des Cantabres et des Galiciens, les populations de cette région montagneuse sont farouchement attachées à leur indépendance, et les armées d'Auguste sont engagées dans une guerre de conquête depuis deux décennies. Les Astures sont soumis mais les Cantabres continuent à résister,.
Agrippa obtient, par la terreur, un succès définitif en 19 av. J.-C. : il fait massacrer la majorité des hommes en âge de porter des armes, asservit une grande partie du reste de la population cantabre et installe les survivants dans les plaines en lieu et place des montagnes.
Comme en Gaule précédemment, il esquisse l'organisation administrative de la province, en y fondant des cités de vétérans et en développant le réseau routier,. Il fait construire un théâtre à Mérida qui sera inauguré entre les années 16 et 15 av. J.-C.

#### Retour à Rome et jeux séculaires (19-17)

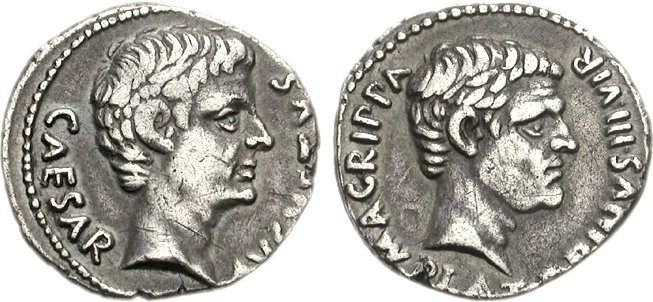
Un denier qui comporte le buste d'Auguste sur une face et celui d'Agrippa sur l'autre.

Agrippa est alors considéré comme le « collègue » de l'empereur. Le portrait d'Agrippa apparaît adossé, tel celui d'un coempereur, à celui d'Auguste sur des monnaies émises à la fin du Ier siècle av. J.-C. dans la colonie romaine de Nemausus, ce qui montre sa position politique très élevée et son immense prestige dû à son rôle majeur dans la victoire d'Actium.
À son retour à Rome, il décline le triomphe qui lui est accordé par le Sénat, ne voulant pas faire la moindre ombre à l'empereur. Dorénavant collègue de l’empereur et héritier, il ne rend plus compte au Sénat mais seulement à l'empereur,.
En 18 av. J.-C., Auguste voit ses pouvoirs renouvelés et tient à ce qu'Agrippa reçoive aussi l’imperium exceptionnel ainsi que la puissance tribunitienne pour cinq années,, que lui-même n'a reçu qu'en 23 av. J.-C. pour la première fois.

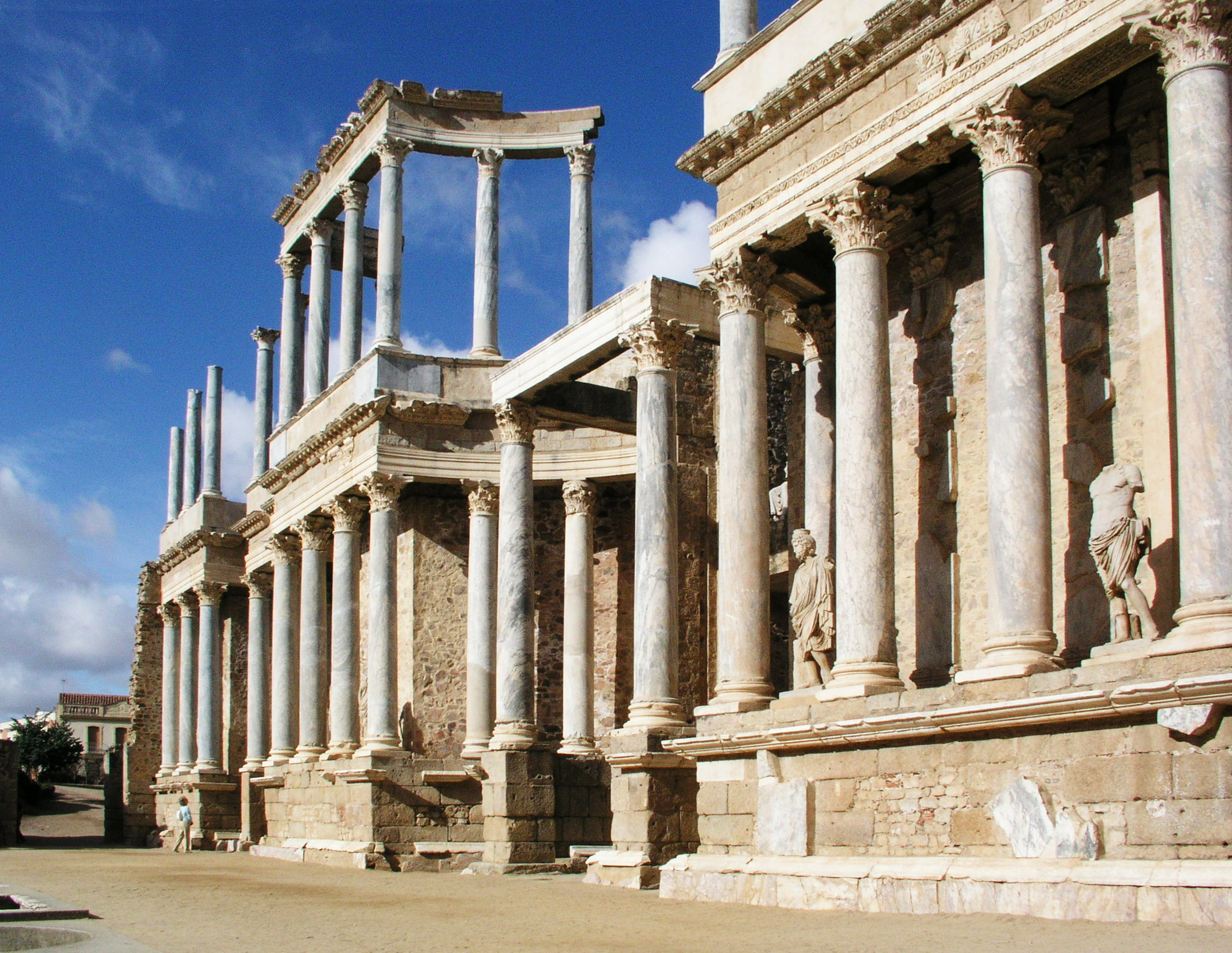
Le théâtre de Mérida, construit à l'instigation d'Agrippa, est inauguré entre 16 et 15 av. J.-C.

En 17 av. J.-C., Auguste décide de célébrer les Jeux séculaires, pour exalter le nouveau siècle d’or. L'empereur et Agrippa sont alors les présidents du collège de prêtre dont relève la cérémonie : les Quindecemviri sacris faciundis,. L'empereur et Agrippa sacrifient plusieurs animaux aux Parques, à Junon, à Diane et à Apollon,. Agrippa offre plusieurs courses de char au peuple. C'est durant ces jeux que Lucius naît, ce qui coïncide avec le nouvel âge d'or tel le chante Horace et Auguste l'adopte avec son frère aîné Caius.

#### Gouvernorat de l'Orient (17-13)
Quelques semaines après la fin des Jeux et la naissance de Lucius, Agrippa quitte Rome pour l'Orient en compagnie de son épouse, ce qui contrevient aux règles pour un chef militaire. Cependant, cela renforce le prestige du gendre d'Auguste. De nombreuses dédicaces sont adressées dans les villes grecques qu'ils parcourent. Sa mission est la même que lors de sa précédente visite en Orient : veiller au rétablissement des finances des villes de la partie orientale de l’Empire,.

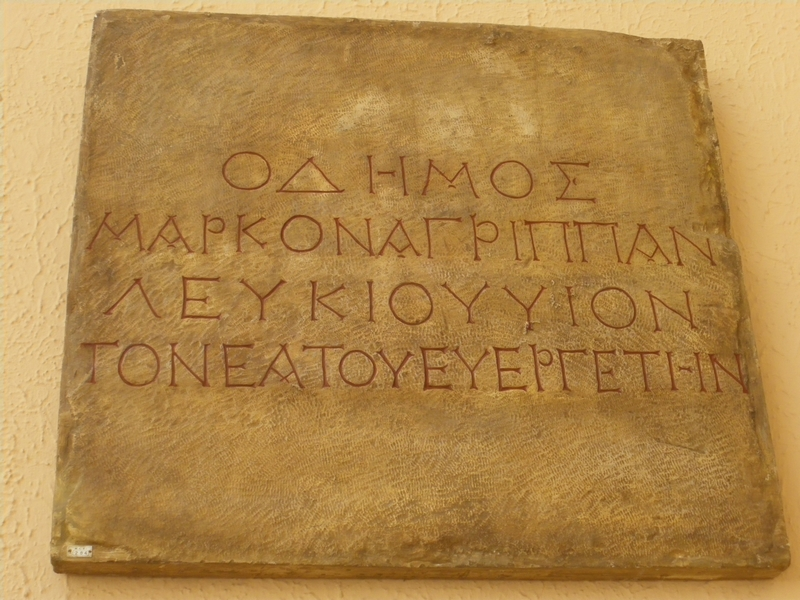
Copie d'une inscription dédicacée à Agrippa par les Athéniens, ca. -23, provenant de l'Acropole d'Athènes.

En fin d'année 15 av. J.-C., en Grèce, naît la seconde fille du couple, Agrippina. Sa première fille, Vipsania Agrippina, qui a épousé Tibère,, donne un petit-fils à Agrippa, Julius Caesar Drusus, né entre 15 et 13 av. J.-C..
En 14 av. J.-C., alors qu’il se rend en Asie mineure, Hérode Ier le Grand, roi de Judée allié de Rome, vient le voir et l’invite à se rendre à Jérusalem. Il installe des vétérans dans la colonie romaine de Julia Augusta Felix Berytus (Beyrouth),.
De retour en Ionie, où Hérode le rejoint, Nicolas de Damas est dépêché auprès d'Agrippa, afin de plaider la cause des Juifs vivant dans les cités hellénisées. L'administration prudente d'Agrippa lui vaut le respect et les bons auspices des provinciaux, notamment des Juifs.
Agrippa prépare alors une campagne contre Scribonius, un prétendu héritier du pire ennemi des premières décennies de ce siècle, Mithridate VI du Pont, qui a combattu Rome de 88 à 63 av. J.-C. durant les guerres mithridatiques. Ce prétendant tente de s'imposer dans le royaume du Bosphore cimmérien. Agrippa restaure le pouvoir de Rome sur les habitants de la Crimée en y envoyant Polémon Ier du Pont, allié de Rome. Agrippa reçoit de grands honneurs et même un triomphe, qu'il décline à nouveau, pour avoir vaincu un héritier de Mithridate VI et récupéré les aigles romains capturés par ce dernier, via Polémon, ce qui a un grand retentissement à Rome. Le blé cimmérien approvisionne à nouveau la Grèce et l'Anatolie,.

#### Dernière campagne en Pannonie (13-12)

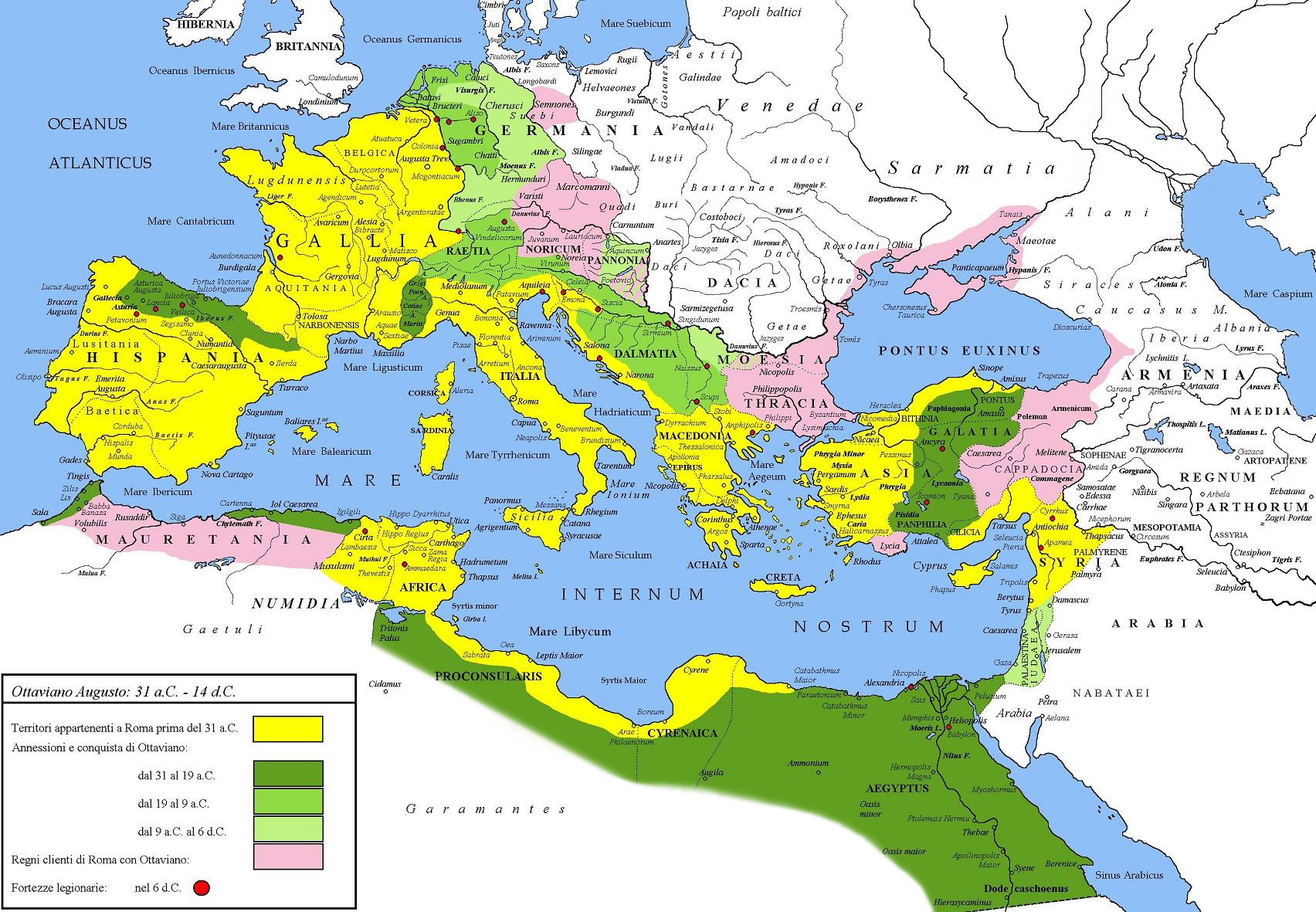
Les conquêtes du principat d'Auguste.

En 13 av. J.-C., Auguste et Agrippa, ayant respectivement gouverné l'Occident et l’Orient depuis quelques années, rentrent à Rome pour se voir renouveler l’imperium et la puissance tribunitienne pour cinq ans.
Dès l'automne, une fois ses pouvoirs renouvelés, Agrippa quitte Rome pour la Pannonie, le dernier accès direct à l’Italie pour les ennemis de Rome depuis que l'arc alpin a été soumis par Auguste. De plus, les Pannoniens ont récemment mené des incursions en Istrie. Cette campagne pannonienne s'inscrit peut-être dans un plan plus général qu'il faut coupler avec l'offensive prévue l’année suivante de Drusus en Germanie. Dans un premier temps, Agrippa intervient dans la région du haut-Danube, dans les vallées de la Save et de la Drave,.
Cependant, durant l’hiver 13-12 av. J.-C., son état de santé se dégrade et il doit quitter les montagnes pannoniennes pour se retirer en Campanie,.

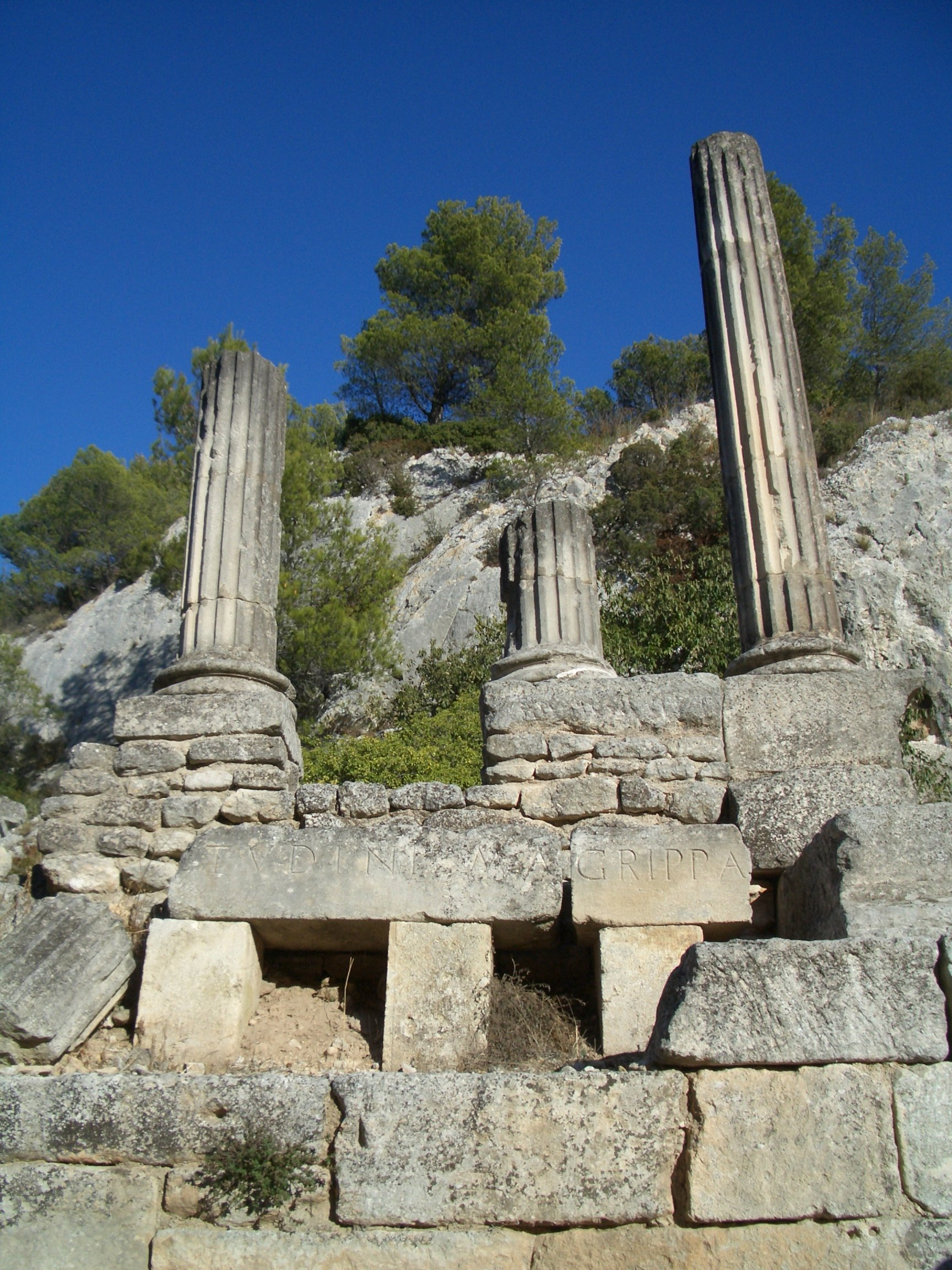
Temple d'Agrippa à Valetudo, site archéologique de Glanum.

#### Mort et funérailles (12)
Il meurt en Campanie entre le 19 et le 24 mars de l'année 12 av. J.-C. à l'âge de 50 ans,,.
Selon Pline l'Ancien, Agrippa souffre depuis des années de violentes crises de goutte ainsi que de rhumatismes, comme en témoignent les nombreuses dédicaces à la Santé lors de son séjour en Gaule,. Agrippa, affaibli, n'aurait pas résisté à la rigueur de l’hiver dans les montagnes pannoniennes ou aurait été emporté par une épidémie touchant l'Italie dans les premiers mois de l’année 12 av. J.-C., à l'instar de Lépide, selon les historiens modernes,.
Auguste honore son ami en organisant des funérailles grandioses, conformes à celles qu'il prévoit pour lui-même. Il prononce l'éloge funèbre devant le temple du Divin Jules et porte le deuil pendant plus d'un mois. Il adoptera les enfants d'Agrippa et s'occupera lui-même de leur éducation. Bien qu'ayant fait bâtir sa dernière demeure, Agrippa aura l'honneur de reposer dans le propre mausolée de l'empereur, devenant ainsi un membre à part entière de la famille impériale.
L'aristocratie romaine manifeste le profond mépris qu’elle avait pour Agrippa, considéré par elle comme un parvenu, ou homo novus, en refusant d'assister aux jeux funèbres donnés en son honneur. La plèbe, au contraire, rend massivement hommage au gendre de l’empereur, pour son œuvre édilitaire qui a grandement contribué au bien-être de tous les Romains, notamment par l'amélioration de l’approvisionnement en eau de la Ville,,.

#### Testament et postérité

Table de Peutinger, fac-similé de Conradi Millieri, 1887, carte romaine où figurent les routes et les villes principales de l'Empire romain.

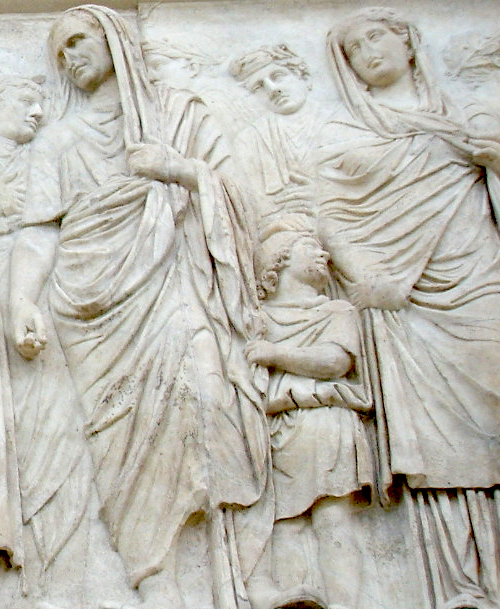
Agrippa sur l'Autel de la paix d'Auguste, édifié par l'empereur romain Auguste entre 13 et 9 av. J.-C.

Il lègue un portique qui sera achevé par sa sœur, le portique Vipsania, sur le Champ de Mars. À la demande d'Auguste et selon le souhait d'Agrippa, on y fait figurer sur ses murs, offert au public, en peinture ou mosaïque, une carte du monde. Cet orbis terrarum représenterait le monde tel qu’il est connu avec les limites de l’Empire et cette carte aurait été dressée à partir des indications laissées par Agrippa,.
Agrippa donne via son testament la majeure partie de ses biens à l'empereur, dont son équipe d'esclaves pour entretenir le réseau d'approvisionnement. Ses thermes sont légués au peuple romain, tout comme les parcs et jardins qu’il a aménagés. Auguste distribue 100 deniers d'argent aux citoyens bénéficiant de distribution de blé au nom de son gendre,.
Son fils posthume, né en fin d'année, Marcus Vipsanius Agrippa Posthumus, est nommé en son honneur.

### Épouses et descendance
Avec sa première épouse, Caecilia Pomponia Attica, il a deux filles :
- Vipsania Agrippina, qui sera la première épouse de Tibère[c 65],[j 55]. Ils ont ensemble un fils, Julius Caesar Drusus, né du vivant d'Agrippa. Tibère divorce après la mort de ce dernier pour se marier avec sa veuve, Julia, la fille d'Auguste, et malgré son attachement sincère à Vipsania. Elle sera remariée à Caius Asinius Gallus en 11 av. J.-C.[c 100], avec qui elle aura au moins six fils.
- Vipstania Attica, qui est l'épouse de Quintus Haterius.

De sa seconde épouse, Claudia Marcella l’Aînée, il a aussi deux filles,
- Vipsania Marcella Maior, épouse du général Publius Varus Quinctilius[N 10]
- Vipstania Marcella Minor, l'épouse de Marcus Aemilius Lepidus[21].

De sa dernière union avec Julia, fille d'Auguste, naissent 5 enfants qui connaissent tous un destin tragique 

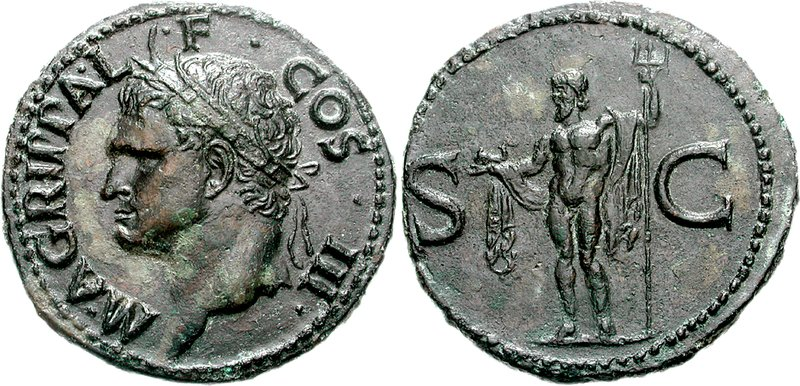
Pièce d'Agrippa, frappée sous Caligula, 37-41 apr. J.-C. Tête à gauche, portant la couronne rostrale / Neptune debout, tenant de petits dauphins et le trident.

- Caius et Lucius Julius Caesar Vipsanianus : tous deux héritiers présomptifs de l'empereur, ils décèdent avant lui (en 2 et 4 apr. J.-C.).
- Agrippine l'Aînée : future épouse de Germanicus, mère de l’empereur Caligula et de l’impératrice Agrippine la Jeune (elle-même mère de l'empereur Néron et quatrième épouse de l’empereur Claude), elle meurt bannie par Tibère en 33 apr. J.-C., à l'instar de deux de ses fils.
- Vipsania Julia Agrippina : épouse du consul Lucius Aemilius Paullus, elle est exilée en 8 apr. J.-C. et meurt vers 28 apr. J.-C.
- et Agrippa Postumus : né après la mort de son père, il est aussi un temps héritier d'Auguste, tombe en disgrâce en l’an 6 apr. J.-C. et est exécuté par le nouvel empereur Tibère dès son entrée en fonction en 14 apr. J.-C.

## Personnalité d'Agrippa

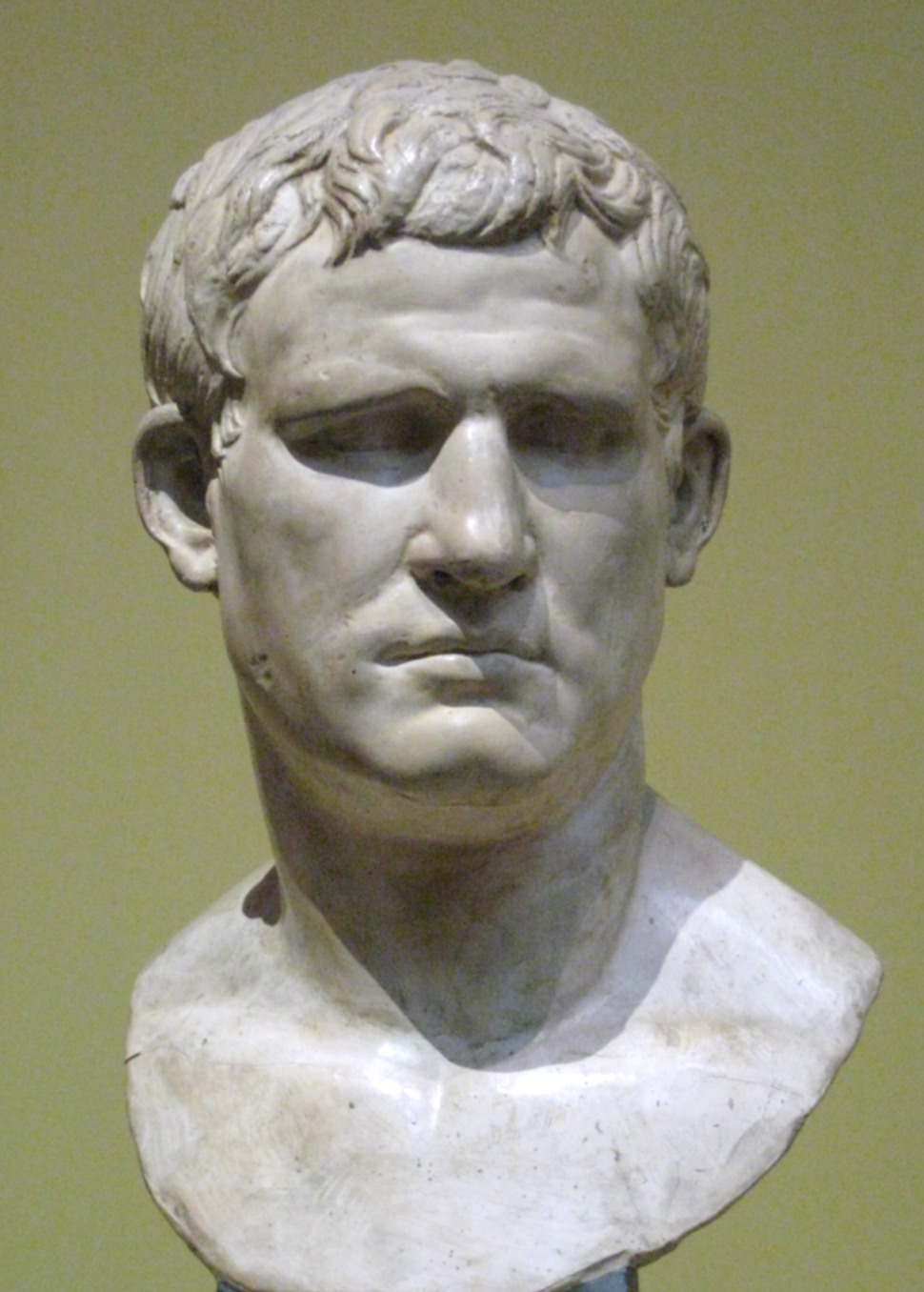
Buste d'Agrippa, Musée des beaux-arts Pouchkine.

### Ami fidèle et travailleur acharné
Agrippa est « tour à tour général, amiral, architecte, ministre des travaux publics, homme de lettres, administrateur et géographe. Il compte
parmi les principaux artisans de la fondation de l'Empire et, digne héritier de César en matière d'art militaire, apparaît comme l'un des plus grands hommes de guerre de son temps ».
Les auteurs antiques louent les mérites d'Agrippa, notamment Dion Cassius, Velleius Paterculus ou encore Horace.

« C’était un homme d’un courage éminent. Les fatigues, les veilles, les dangers ne pouvaient le vaincre. Sachant parfaitement obéir, mais à un seul, il se montrait, par ailleurs, avide de commander aux autres. Il ne souffrait jamais qu’on temporisât et passait immédiatement de la décision aux actes. »

— Velleius Paterculus, Histoire romaine, traduction de Després, 1825, livre II, 79.
Jean-Michel Roddaz note que « peu d'auteurs ont, en si peu de mots, donné une aussi bonne définition du second d'Auguste. [...] Nul en effet n'a peut-être mieux compris, mieux analysé cette ambition contenue et cette loyauté inconditionnelle au service d'un seul ».
Par ailleurs, au premier rang desquels Dion Cassius, ils opposent souvent les personnalités des deux plus proches conseillers d'Auguste : Agrippa et Mécène,.
Le premier est d'origine modeste, un soldat sorti du rang à la suite d'exploits militaires, un homo novus. Ce sont les victoires remportées pour Octavien, ainsi que leur amitié depuis l’enfance, qui lui permettent de gravir les échelons du cursus honorum. Cependant, même arrivé à la magistrature suprême et au pouvoir au côté du Prince, il affecte une grande simplicité de vie qui rappelle l'austérité des vertus romaines traditionnelles. Son origine et sa conduite lui valent le mépris de l'ancienne noblesse romaine, alors que les auteurs antiques font d'Agrippa un partisan convaincu du rétablissement de la république traditionnelle, toujours en opposition à Mécène,.
Ce dernier est par ailleurs décrit comme étant diamétralement opposé, issu d'une vieille famille étrusque, aimant le luxe, menant une grande vie et partisan d'un régime monarchique.
La rivalité ou la mésentente entre les deux amis d'Auguste, que tout semble opposer, est sûrement très exagérée. Octave n'aurait pas à maintes reprises confié les rênes de l'Italie et de Rome aux mains de deux hommes se haïssant. Et concernant les idées républicaines supposées d'Agrippa, il est à noter qu'il soutient au contraire tout au long de sa vie Auguste lors de l'institution du principat, étant consul deux fois de suite aux côtés d'Auguste lors des années 28/27 av. J.-C., à un tournant de l'histoire romaine, ou encore en devenant son gendre et héritier jusqu'à sa mort,.

### Un exemple de servant de l'empereur
Agrippa fera preuve tout au long de sa vie d'un très grand sens politique, dans l’ombre d'Auguste, en ménageant la susceptibilité de son ami et empereur. S'il lui permet par ses victoires navales de se rendre maître de l’Occident puis de tout l'Empire, il restera toujours au second plan, refusant par trois fois les triomphes qu'on lui décerne,. S'il accepte d'être éclipsé par Auguste, c'est sûrement qu'il lui est évident qu'il ne pourra jamais atteindre la position d'Auguste lui-même. Durant sa jeunesse, Agrippa apprend deux choses : l'importance de l'armée et la force de la tradition romaine. L'armée est sa route vers le pouvoir, mais en tant que membre d'une famille équestre italienne et non sénatoriale, il ne peut prétendre au pouvoir suprême.
Son image « nous apparaît souvent, dans de nombreux textes, comme stéréotypée, façonnée par la « propagande » officielle ; Agrippa doit servir d'exemple pour les générations futures, car il symbolise la loyauté et la modération, le dévouement à la cause de l'État ». C'est le cas de cet extrait de Dion Cassius :

« Agrippa, l’homme, sans contredit, le plus recommandable de son siècle, et qui n’usa de l’amitié d’Auguste que pour rendre, et au prince lui-même et à l’État, les plus grands services. En effet, autant il l’emportait sur les autres, autant il aimait à s’effacer devant Auguste : car, en même temps qu’il faisait concourir toute sa prudence, tout son esprit aux intérêts du prince, il consacrait à la bienfaisance tout le crédit, toute la puissance dont il jouissait auprès de lui. Ce fut là surtout ce qui fit qu’il ne fut jamais importun à Auguste, ni odieux à ses concitoyens : s’il contribua à l’affermissement de la monarchie dans la main d’Auguste, en véritable partisan d’un gouvernement absolu, il s’attacha le peuple par ses bienfaits, en homme qui a les sentiments les plus populaires. »

— Dion Cassius, Histoire romaine, traduction d'Étienne Gros, 1855, livre LIV, 29.
Jean-Michel Roddaz conclut que « la louange quasi unanime qui se dégage de l'historiographie antique lorsqu'elle se penche sur la personnalité de Marcus Agrippa, repose certainement sur un fond de vérité historique ». De plus, sa mort avant la deuxième partie du règne d'Auguste et à l'apogée de sa carrière, en plein dans l'âge d'or de l'instauration de l'Empire, « a peut-être préservé Agrippa des critiques de l'Histoire et laissé à la postérité le soin de commémorer ses vertus, en lui réservant les louanges de la gloire ».

## Chronologie

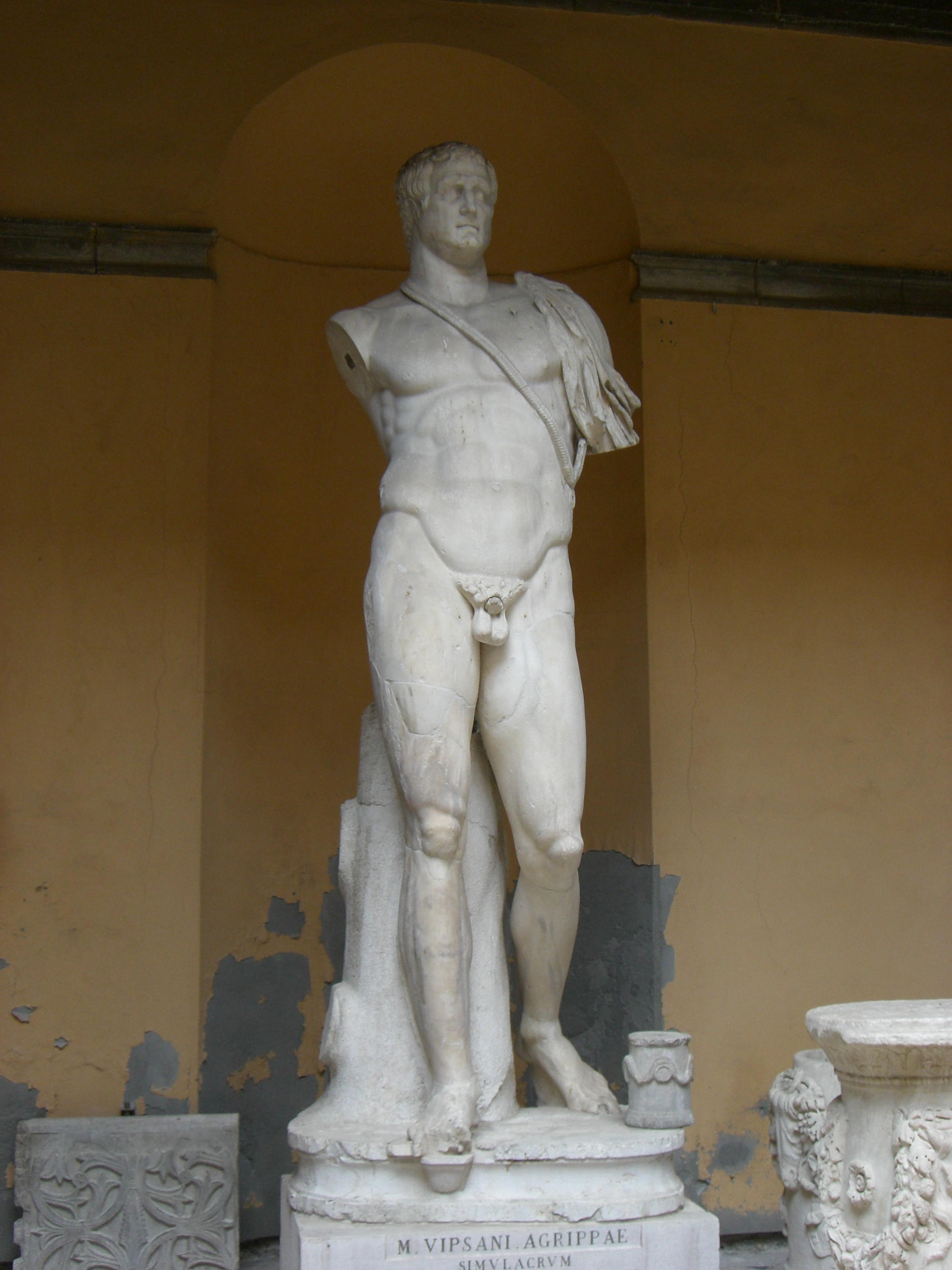
Statue colossale de Marcus Vipsanius Agrippa. Collection du musée archéologique de Venise. Statue datée du début du règne d'Auguste.

- Novembre 64 av. J.-C. - mars 63 av. J.-C. (?) : naissance de Marcus Vipsanius Agrippa.
- 46-45 av. J.-C. : Agrippa participe à la campagne de César en Afrique et en Espagne contre les partisans de Pompée.
- 45 av. J.-C. : Agrippa à Apollonia avec Octave.
- 44 av. J.-C. :
  - avril : Agrippa rentre en Italie avec Octave.
  - octobre : Mission en Campanie auprès des vétérans des légions de César.
- 43 av. J.-C. : première magistrature d'Agrippa (?).
  - Hiver 44 - 43 av. J.-C. : Agrippa gère le recrutement de nouvelles troupes.
  - avril : Agrippa participe et commande des troupes à la Guerre de Modène.
  - août : Lex Pedia, Agrippa dirige l'accusation contre Cassius.
- 42 av. J.-C. :
  - fin 43 début 42 av. J.-C. : proscriptions, épisode de Marcus et de Barbula.
  - octobre : Bataille de Philippes.
- 41-40 av. J.-C. : Guerre de Pérouse.
  - décembre 41 - février 40 : siège de Pérouse.
- 40 av. J.-C. : Agrippa est préteur.
  - juillet : jeux apollinaires. Raid de Sextus Pompée. Intervention d'Agrippa.
  - août : débarquement de Marc-Antoine à Brindes.
  - août-octobre : Agrippa dirige les opérations en Italie du sud. Prise de Sipontum.
  - octobre : accords de Brindes. Disgrâce et exécution de Salvidienus Rufus. Départ d'Agrippa pour les Gaules.
- Fin 40 av. J.-C. - début 37 av. J.-C. : long séjour d'Agrippa en Gaule. Gouvernement des provinces des Gaules. Premières mesures de réorganisation de la province.
  - 38 av. J.-C. : campagne militaire d'Agrippa en Aquitaine.
  - hiver 38-37 av. J.-C. : campagne militaire d'Agrippa sur le Rhin. Agrippa est rappelé par Octavien pour diriger la guerre contre Sextus Pompée. Agrippa refuse d'être honoré d'un triomphe.
  - 37 av. J.-C. : premier consulat d'Agrippa.
- 37-36 av. J.-C. : Agrippa dirige la guerre contre Sextus Pompée. Supervision de la construction de Portus Julius et d'une nouvelle flotte de guerre.
  - 1er juillet : début de l'offensive contre la Sicile.
  - août : victoire d'Agrippa à Mylae. Désastre de Tauroménion. Anabase de Cornificius. Agrippa s'empare de Tyndaris.
  - 3 septembre : bataille de Nauloque. Fuite de Sextus Pompée.
  - septembre-octobre : siège de Messine. Déchéance de Lépide.
  - 13 novembre : retour triomphal d'Octavien à Rome. Agrippa reçoit une couronne rostrale en or.
- 35-34 av. J.-C. : campagnes d'Illyrie et de Dalmatie.
  - 35 av. J.-C. : Agrippa participe à la campagne d'Illyrie. Il dirige les opérations sur la côte dalmate et prend part au siège de Métulum. Peut-être présent au siège de Siscia.
  - Fin 34 av. J.-C. : retour d'Agrippa à Rome. Restauration de l'Aqua Marcia.
- 33 av. J.-C. : Agrippa est édile.
- 32 av. J.-C. :
  - janvier : Agrippa accompagne Octavien dans sa retraite hors de Rome.
  - février : les deux consuls de l'année, Caius Sosius et Cneus Domitius Ahenobarbus, partisans d'Antoine, quittent Rome.
  - 31 mars : mort d'Atticus.
  - mai-juin : arrivée d'Antoine et de Cléopâtre à Athènes. Serment de l'Italie.
  - octobre : déclaration de guerre contre Cléopâtre VII. Agrippa dirige l'escadre qui vient surveiller les préparatifs militaires d'Antoine au large de Corfou.
- 31 av. J.-C. :
  - printemps : grande offensive d'Agrippa contre les positions d'Antoine en Grèce occidentale. Prise de Méthone. Prise de Corfou. Débarquement de l'armée terrestre d'Octavien. Début du blocus contre la flotte d'Antoine dans le golfe d'Ambracie.
  - été : Agrippa capture Leucade et Patras.
  - août : Agrippa bat Sosius.
  - 2 septembre : Bataille d'Actium. Fuite d'Antoine et de Cléopâtre.
  - Septembre : reddition de l'armée d'Antoine.
- Fin 31 - été 29 av. J.-C. : Agrippa est à Rome ; il exerce avec Mécène le pouvoir par intérim, pendant qu'Octavien dirige la campagne en Egypte.
  - 13-15 août 29 av. J.-C. : triomphe d'Octave. Nouveaux honneurs conférés à Agrippa.
- 29-23 av. J.-C. : Agrippa est à Rome.
  - 27-25 av. J.-C. : aménagement du Champ de Mars supervisé par Agrippa.
    - achèvement des Saepta Iulia.
    - construction de l'ensemble panthéon - basilique de Neptune.
    - construction des thermes d'Agrippa.

  - 23 av. J.-C. : juin-juillet, Auguste est malade, Agrippa part pour l'Orient.
- Juillet 23 - automne 21 av. J.-C. : séjour d'Agrippa en Orient.
  - Séjour à Mytilène.
  - Visite à Antioche ?
- 21-20 v. J.-C.. :
  - fin 21 av. J.-C. : mariage d'Agrippa et de Julie à Rome.
  - 20 av. J.-C. : Agrippa est chargé de faire régner l'ordre à Rome pendant l'absence d'Auguste. Naissance de Caius César.
- Fin 20 av. J.-C. - printemps 18 av. J.-C. : seconde mission d'Agrippa en Occident.
  - 20-19 av. J.-C. : Agrippa est en Gaule, il séjourne à Nîmes et à Glanum.
  - printemps - été 19 av. J.-C. : Campagne contre les Cantabres.
  - été 19 av. J.-C. - printemps 18 av. J.-C. : séjour d'Agrippa dans la péninsule Ibérique et retour à Rome.
  - début de l'été 18 av. J.-C. : Agrippa reçoit l'impérium proconsulaire et la puissance tribunicienne.
- 17 av. J.-C. : naissance de Lucius César.
  - juin : tenue des jeux séculaires.
- Eté 17 av. J.-C. - 13 av. J.-C.. : second séjour d'Agrippa en Orient.
  - 17-16 av. J.-C. : séjour en Grèce continentale et à Athènes.
  - hiver 16-15 av. J.-C. : Agrippa à Athènes puis à Mytilène ?
  - 15 av. J.-C. : voyage d'Agrippa en Asie (restitution de la liberté à Cyzique). À l'été, il arrive en Syrie, il passe par Antioche, fonde la ville de Bérytos. À l'automne, il est à Jérusalem et en Judée. En octobre naît Agrippine. Puis il retourne à Mytilène.
  - 14 av. J.-C. : campagne dans le Bosphore au printemps, puis voyage en Asie et passage par Troie (Ilion). Il passe l'hiver à Mytilène où le roi Hérode lui rend visite.
- 13 av. J.-C. :
  - Printemps : Agrippa à Rome.
  - juillet : renouvellement des pouvoirs d'Agrippa.
  - Entre septembre 13 av. J.-C. et mars 12 av. J.-C. : campagne de Pannonie.
- Entre le 19 et le 23 mars 12 av. J.-C. : mort d'Agrippa en Campanie.

## Portraits antiques et monnayages représentant Agrippa

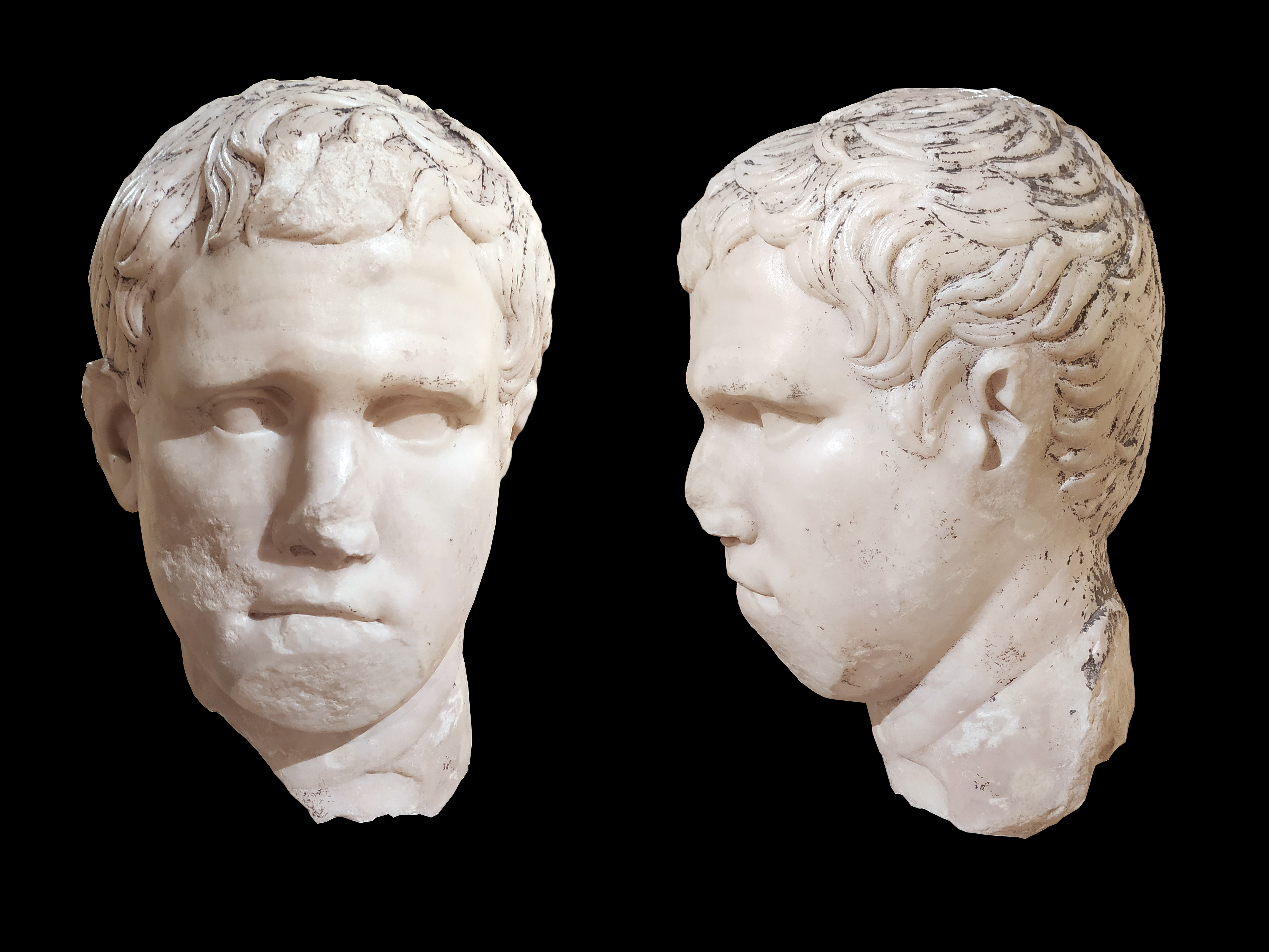
Buste de Marcus Vipsanius Agrippa (marbre de Luna, Musées Capitolins (Centrale Montemartini), inv. 2760)
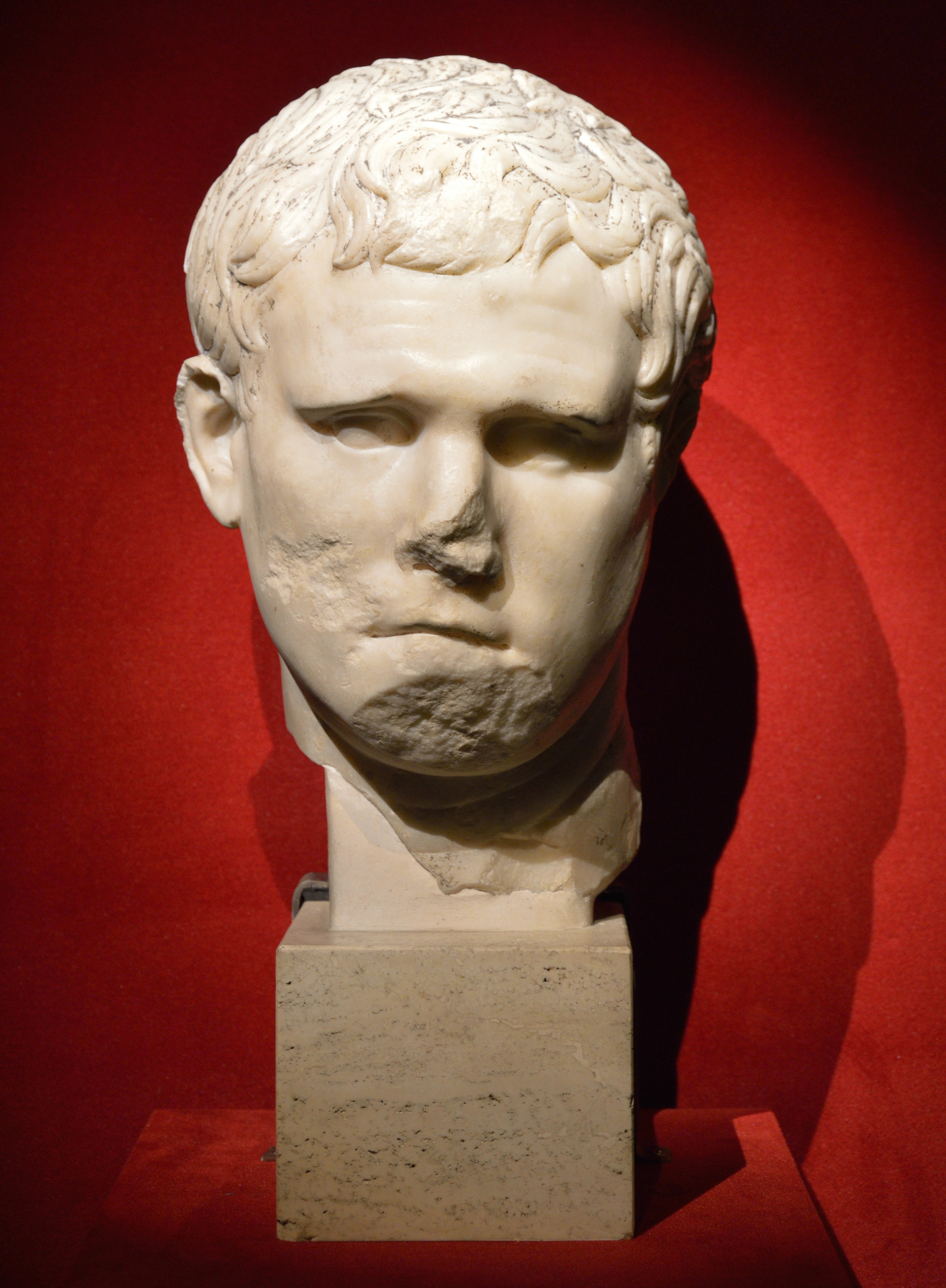
Buste de Marcus Vipsanius Agrippa (marbre de Luna, Musées Capitolins (Centrale Montemartini), inv. 2760)
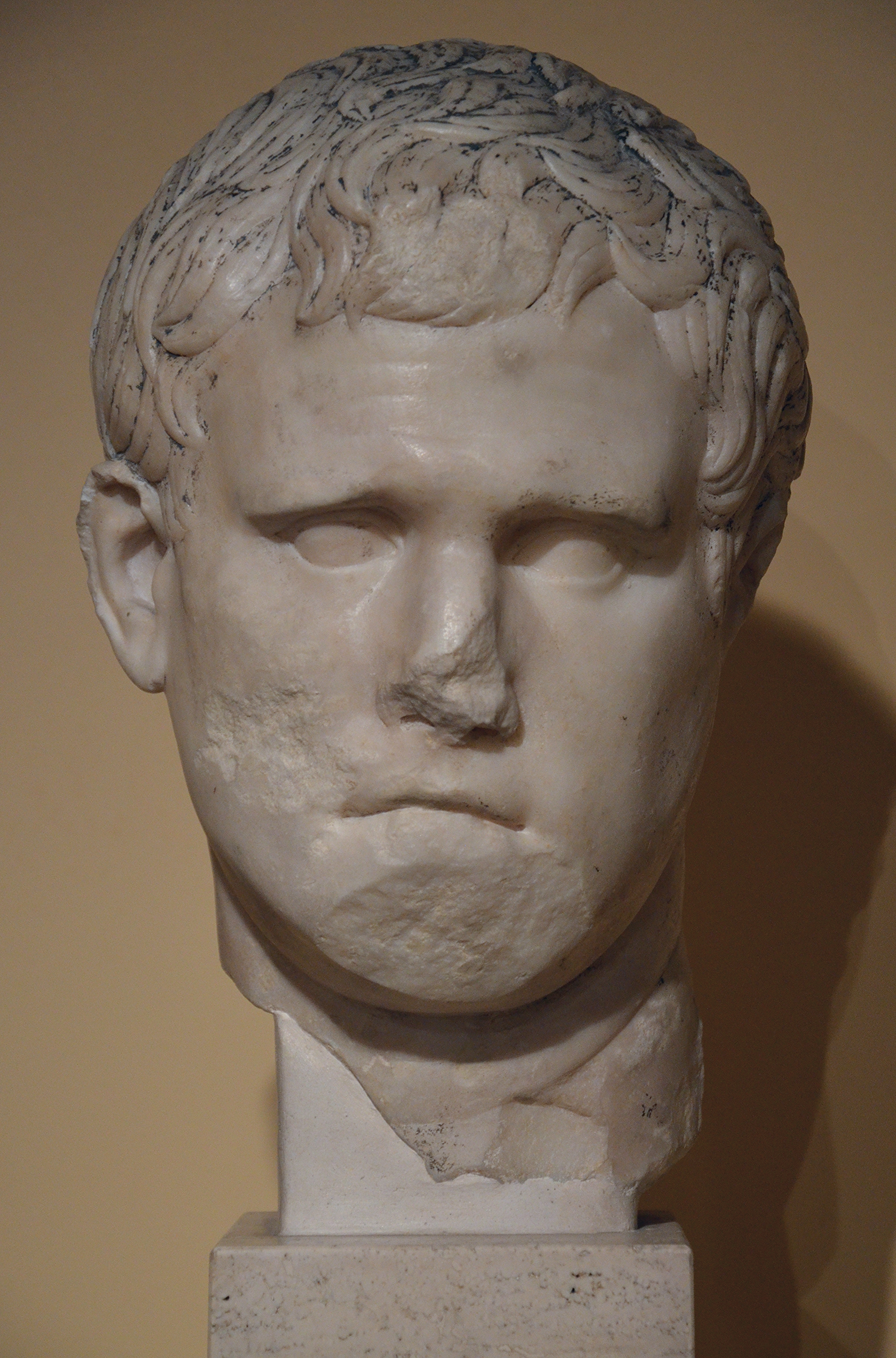
Buste de Marcus Vipsanius Agrippa (marbre de Luna, Musées Capitolins (Centrale Montemartini), inv. 2760)
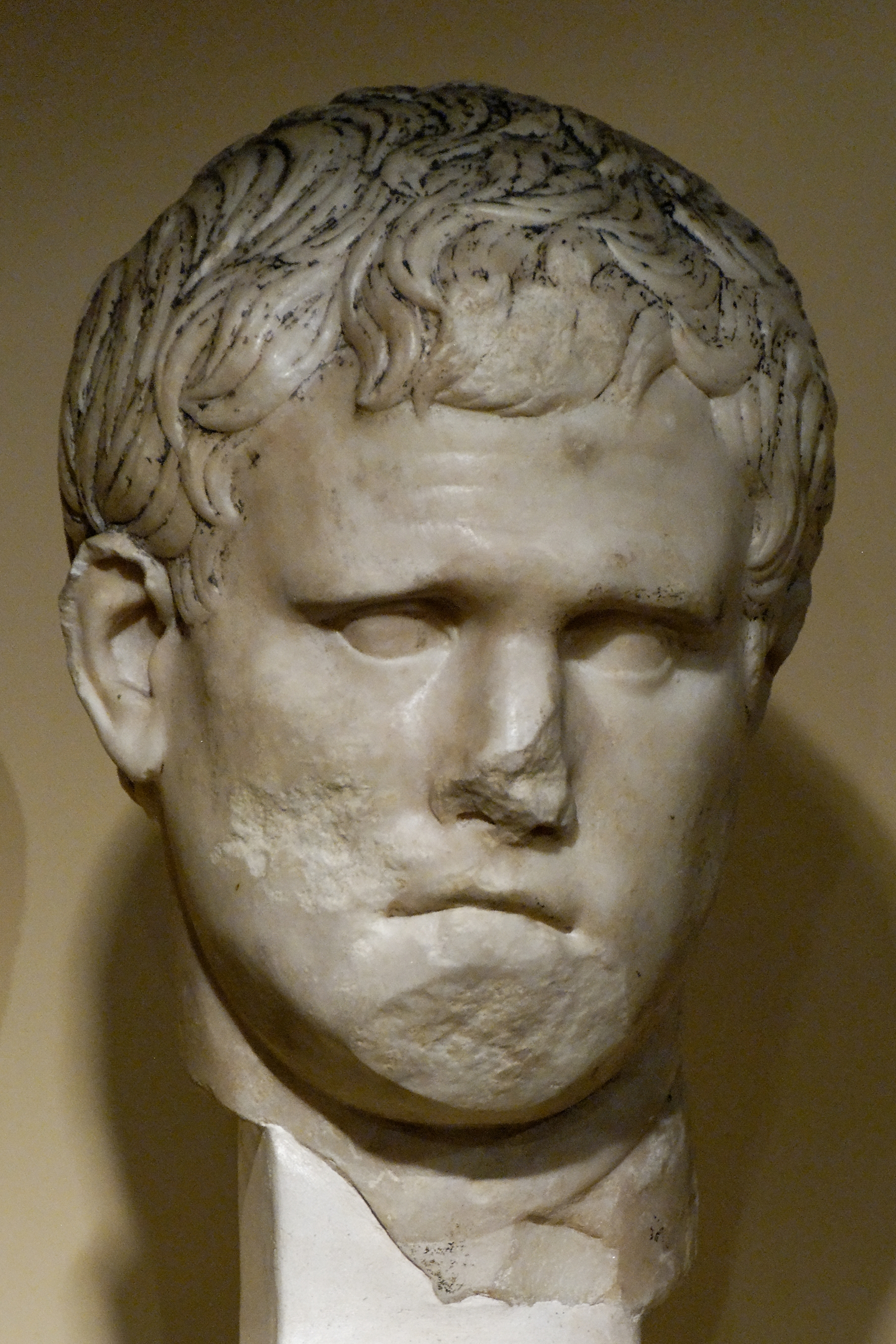
Buste de Marcus Vipsanius Agrippa (marbre de Luna, Musées Capitolins (Centrale Montemartini), inv. 2760)
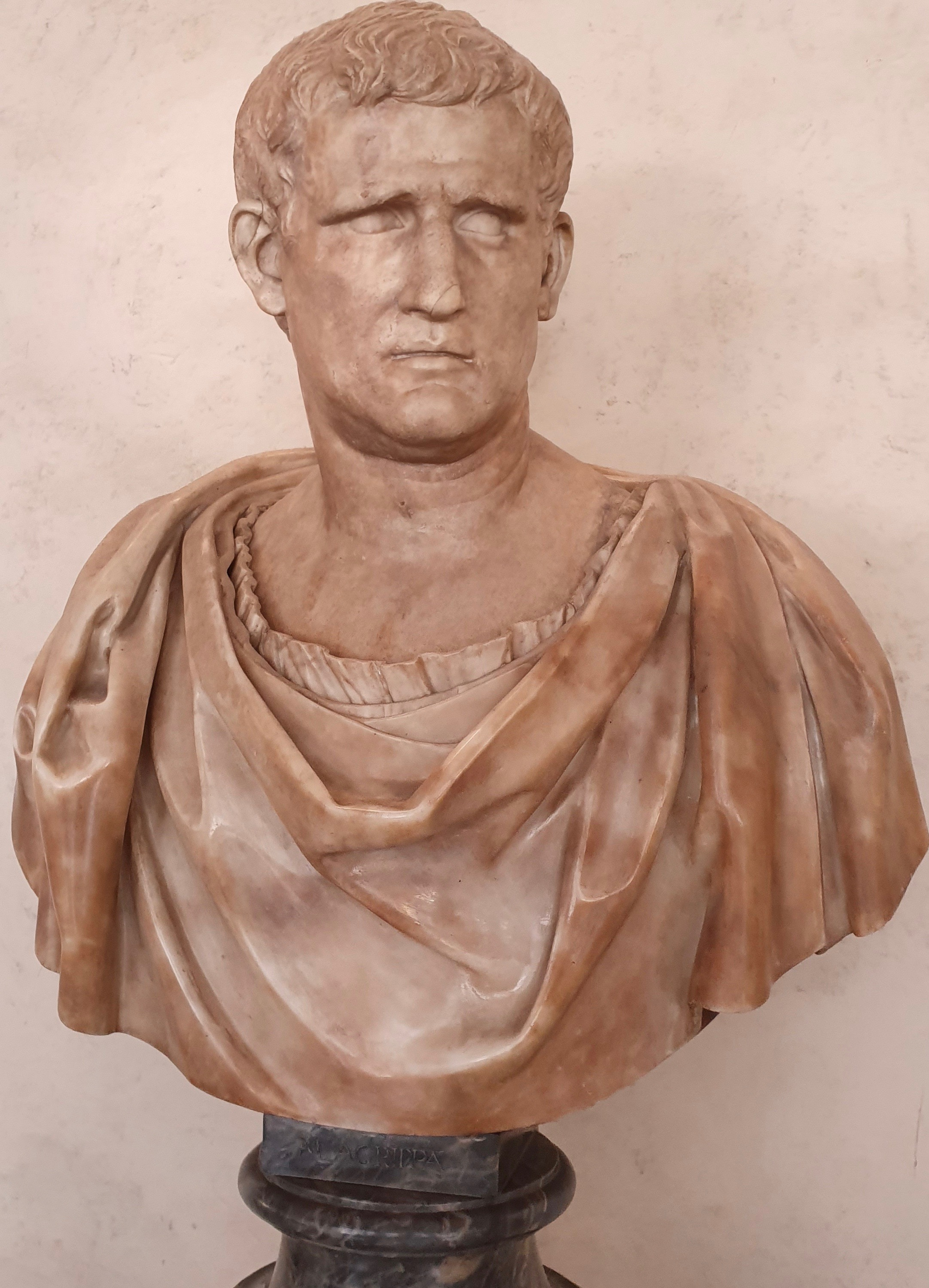
Portrait de Marcus Vipsanius Agrippa de la Galerie des Offices.
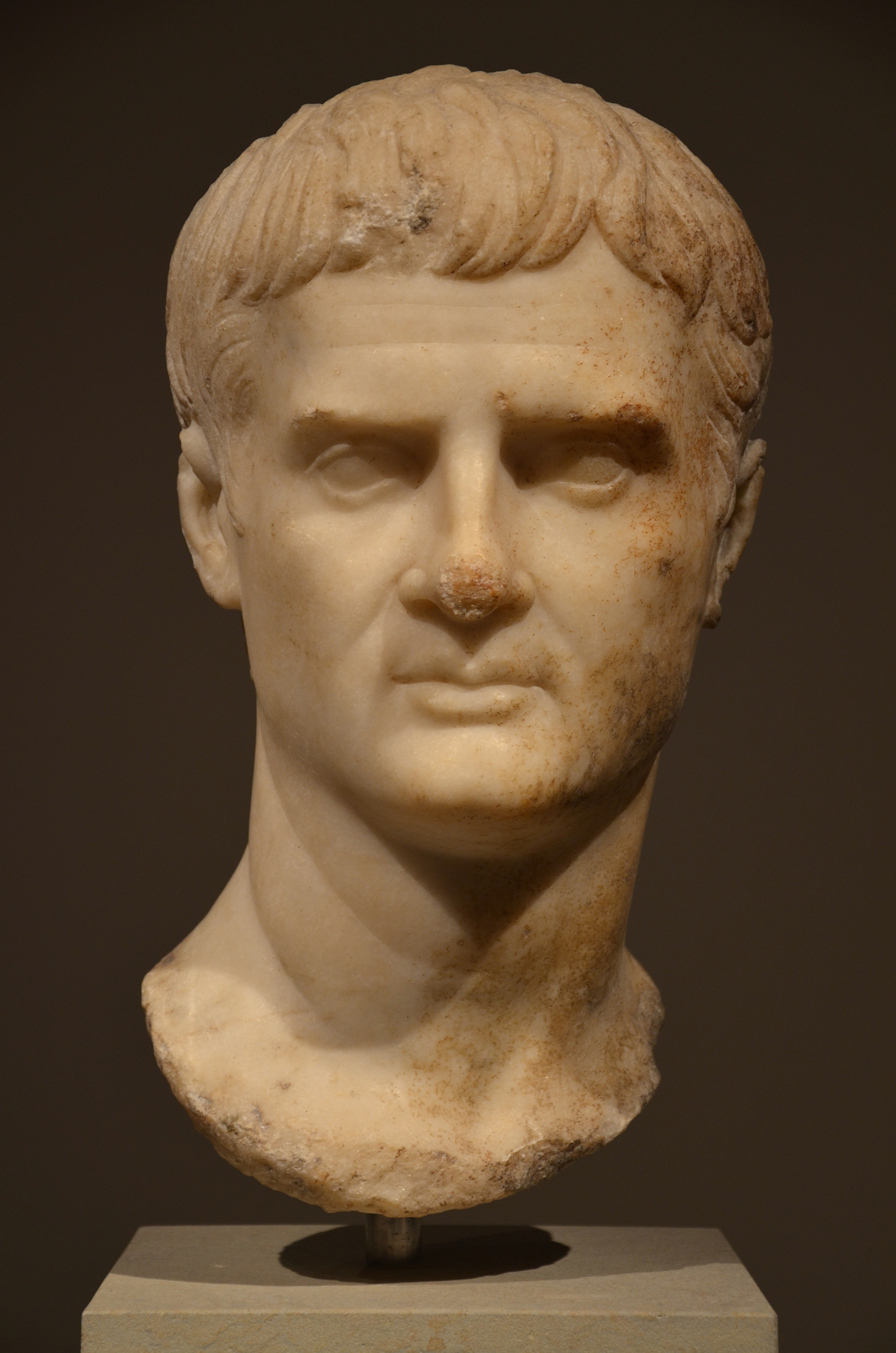
Portrait d'Agrippa de l'Altes Museum de Berlin
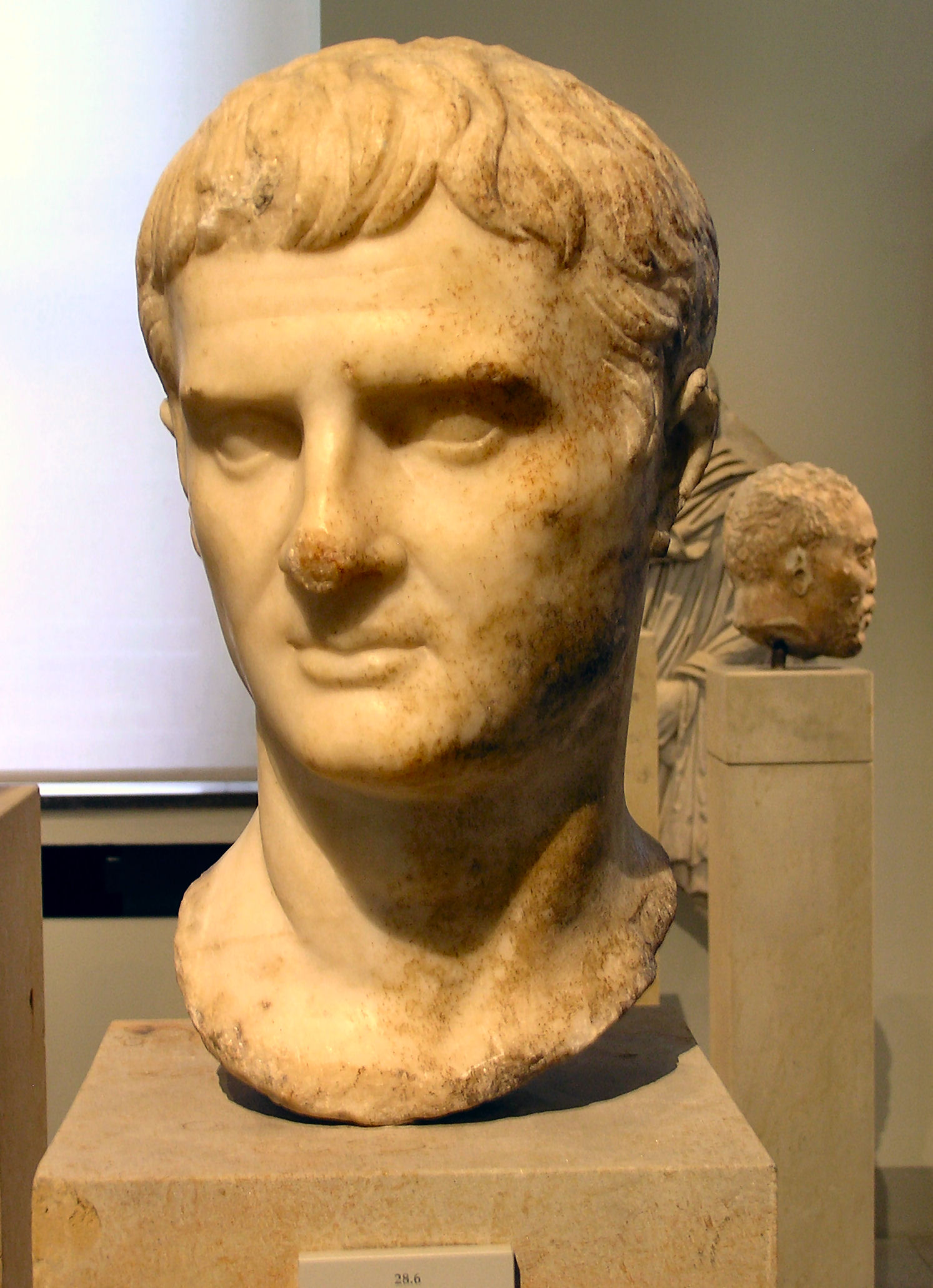
Portrait d'Agrippa de l'Altes Museum de Berlin
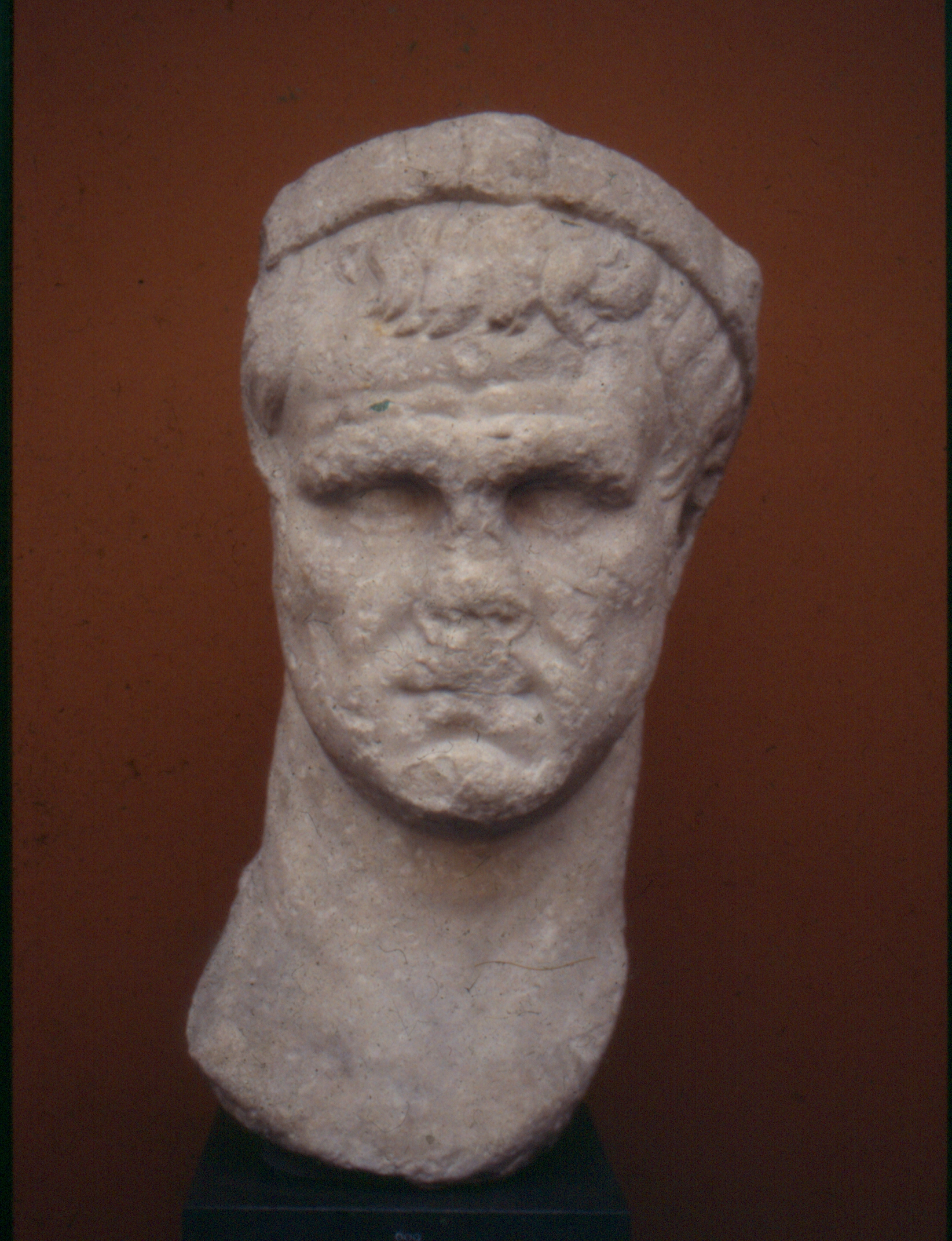
Buste d'Agrippa découvert à Aenona (conservé à Copenhague)
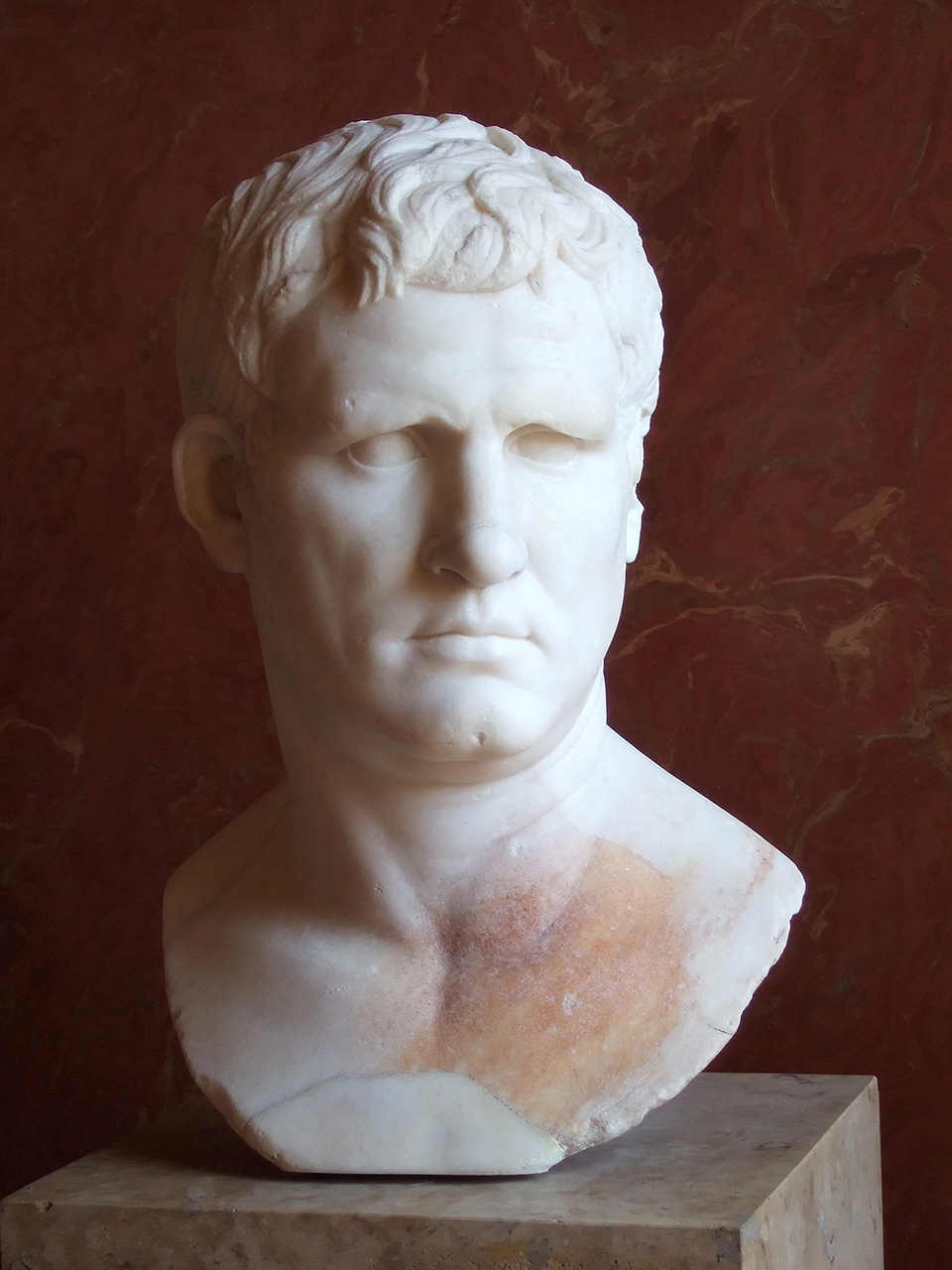
Portrait d'Agrippa du Louvre
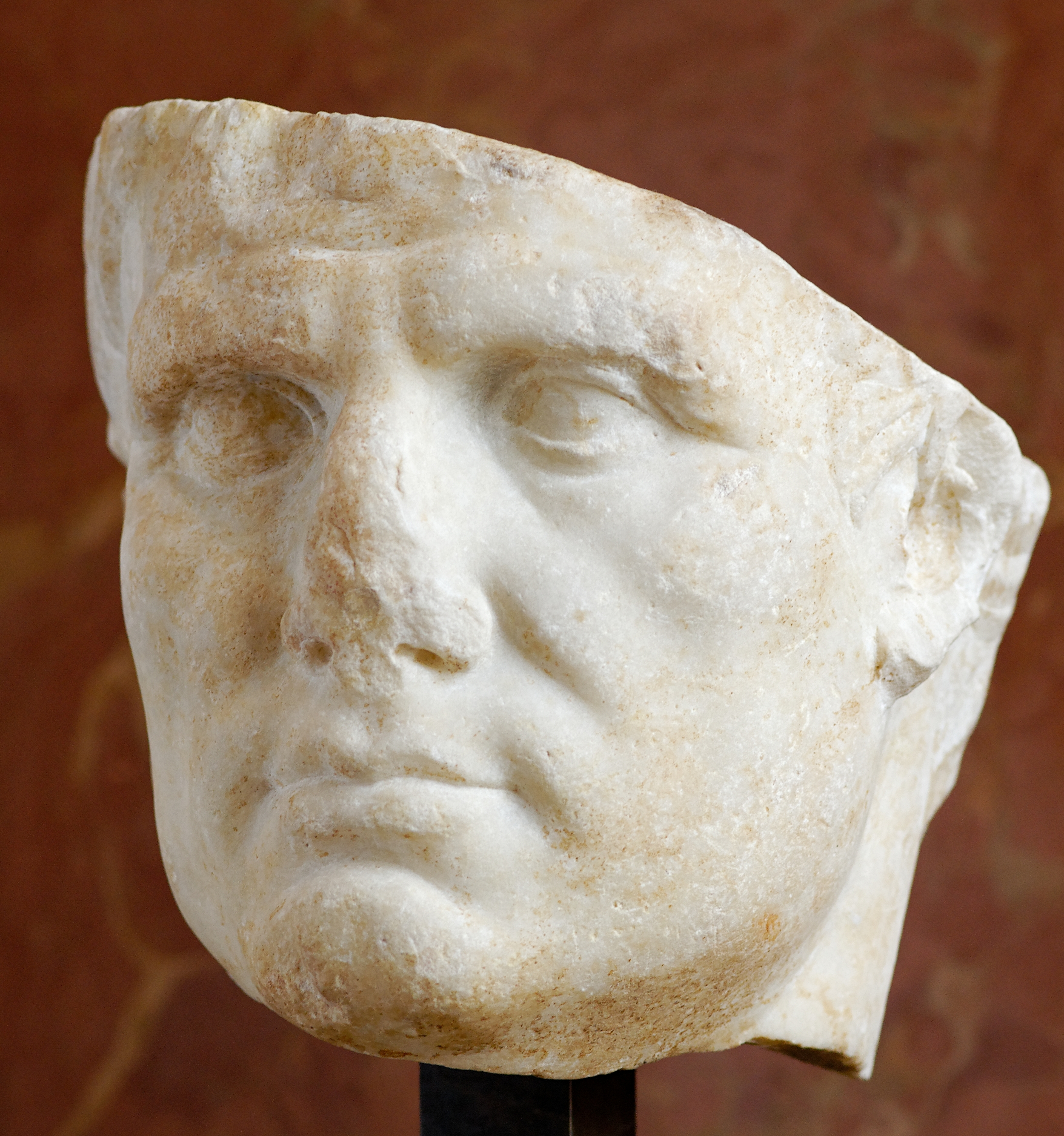
Portrait d'Agrippa du Louvre
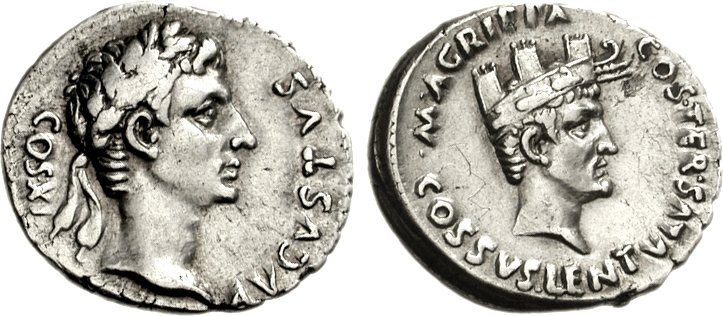
Denier représentant Auguste et Agrippa, émis par Cossus Cornelius Lentulus en 12 av. J.-C., année de la mort du général. Au droit : Auguste, avec une couronne laurée, entouré de la légende "AVGVSTVS COS • XI" ; au revers, Agrippa et sa couronne rostrale, entouré de la légende "M • AGRIPPA • COS • TER • COSSVS • LENTVLVS".
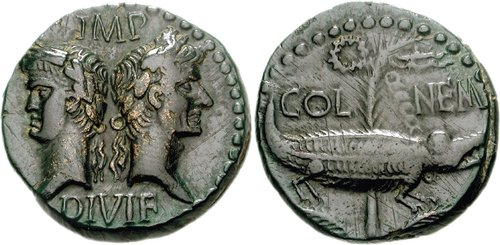
Célèbre "as de Nîmes" (en réalité un dupondius) figurant Auguste et Agrippa reconnaissables à leurs couronnes, respectivement civique et rostrale. Au dos, le crocodile enchaîné au palmier symbolise la prise de l'Égypte grâce aux victoires militaires des deux hommes. Émis à Nîmes, entre 9 et 3 av. J.-C.
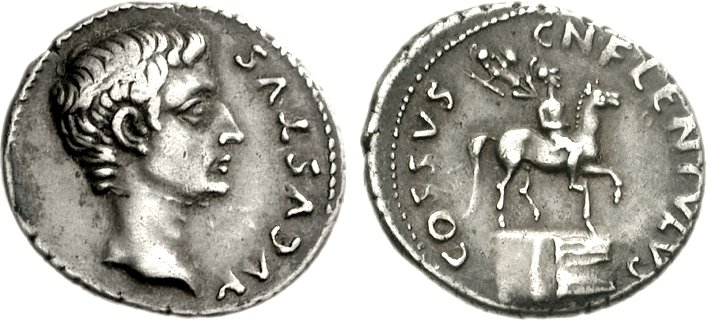
Denier commémoratif en l'honneur d'Agrippa émis par Cossus Cornelius Lentulus en 12 av. J.-C., année de la mort du général. Au revers, une statue équestre d'Agrippa.
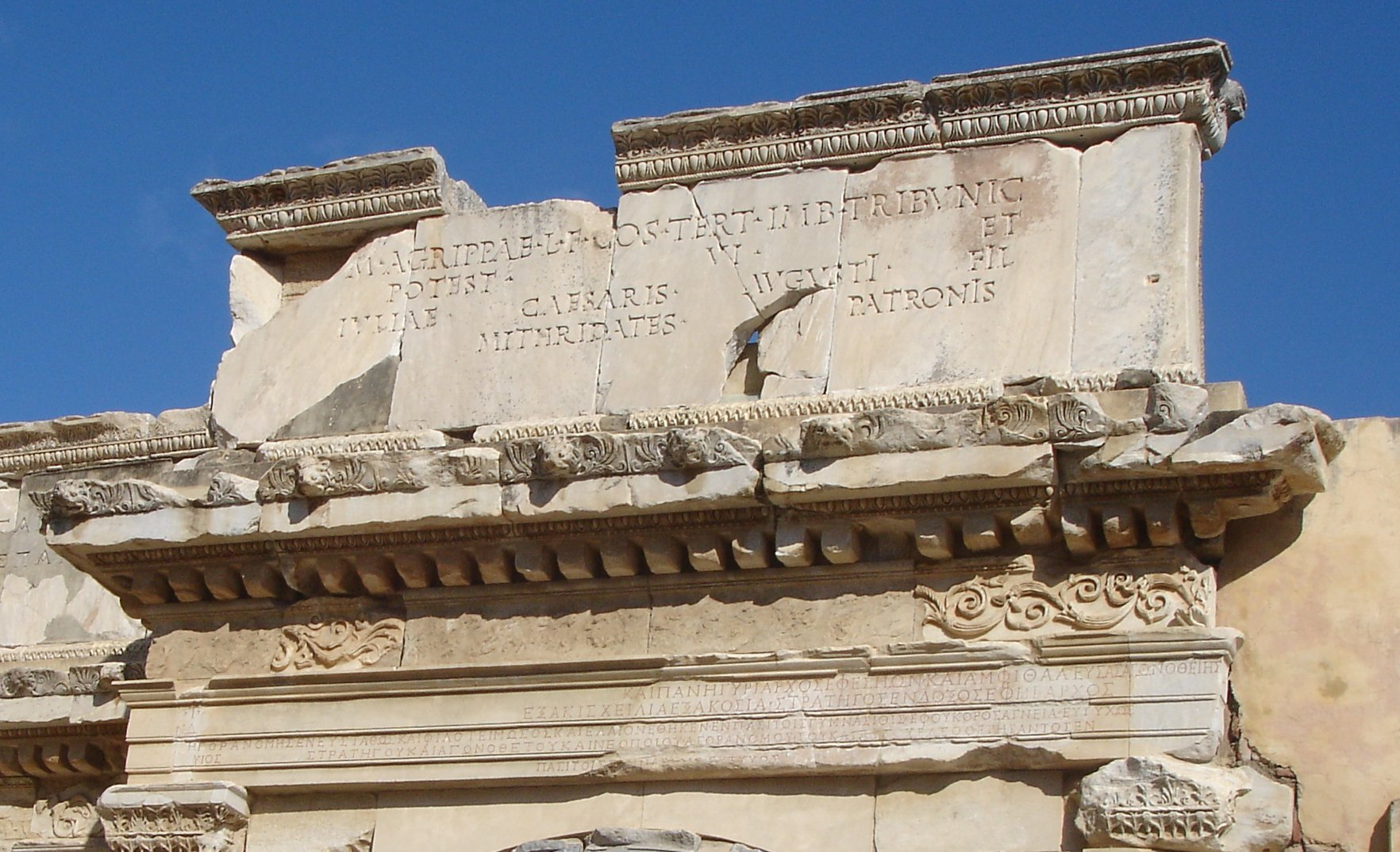
Inscription en l'honneur d'Agrippa et de Julie sur la porte de l'Agora à Éphèse : M•AGRIPPAE•L•F•COS•TERT•IMB•TRIBVNIC•POTEST•VIET•IVLIAE•CAESARIS•AVGVSTI•FIL•MITHRIDATES•PATRONIS (transcription : M(arco) AGRIPPAE L(uci) F(ilio) CO(n)S(uli) TERT(ium) IM<P=B>(eratori) (sic) TRIBVNIC(ia)/ POTEST(ate) VI ET/ IVLIAE CAESARIS FIL(iae)/ MAEAVS ET MITHRIDATES PATRONIS) (AE 1904, 98 = AE 1924)
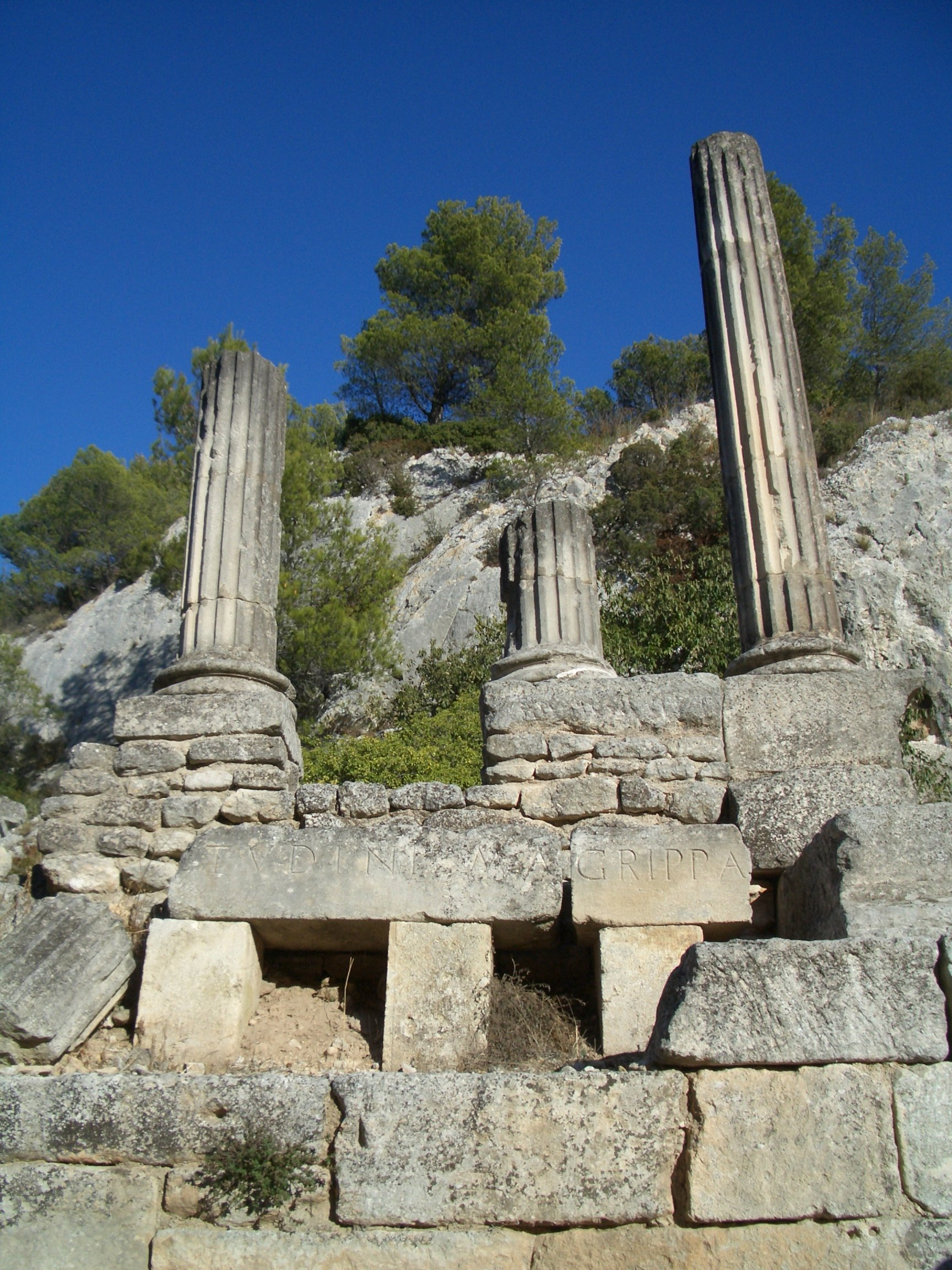
Inscription dédicatoire d'Agrippa à la divinité Fortuna à Glanum.

## Dans la culture

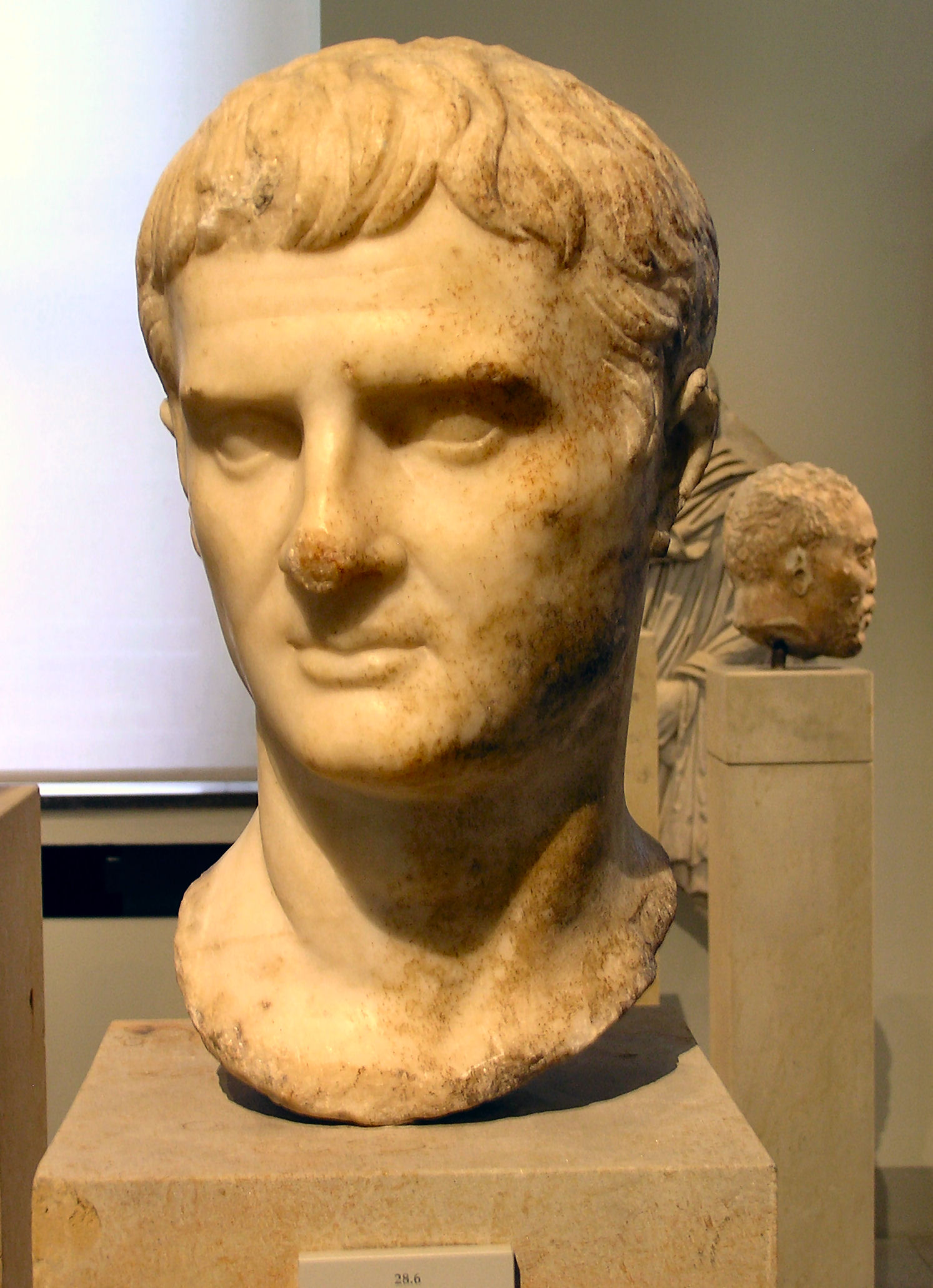
Buste d'Agrippa, Altes Museum, Berlin.

### Littérature
Agrippa est un personnage dans :
- Antoine et Cléopâtre de William Shakespeare, 1623.
- la première partie du roman de Robert Graves, I, Claudius, 1934.
- les deux derniers romans de la série historique Les Maîtres de Rome de Colleen McCullough, 2002 et 2007.
- Augustus de John Edward Williams, 2009.
- Cleopatra's Daughter de Michelle Moran (en), 2010
- Hand of Isis, un roman de Jo Graham (en), 2010.

### À l’écran
Dans la série télévisée Moi Claude empereur, adaptation de I, Claudius de BBC Two diffusée en 1976, Agrippa est dépeint comme un homme âgé, alors qu'il n'a que 39 ans lors des faits historiques racontés dans le premier épisode (24 et 23 av. J.-C.).
Dans le péplum espagnol Los cántabros, réalisé en 1980 par Paul Naschy, Agrippa est le personnage principal.
La série britanno-italienne Imperium: Augustus, diffusée sur la chaîne Rai 1 en 2003, commence par l'annonce de la mort d'Agrippa. Dans celle-ci, Auguste raconte à sa fille Julia, veuve d'Agrippa, comment il est devenu le célèbre empereur romain, et regrette amèrement son ami et héritier. Dans des flashbacks, on voit Agrippa aux côtés d'Auguste, notamment lors de la bataille de Munda et de la victoire d'Actium.
Dans la seconde saison de la série Rome de HBO, BBC Two et Rai 2, diffusée en 2007, on assiste aux premières années de la carrière d'Octave, avec Marcus Vipsanius Agrippa qui l'accompagne, entre 44 et 30 av. J.-C. Dans la série, Agrippa est incarnée par l'acteur irlandais Allen Leech.
En 2016, il apparaît dans l'épisode D'Actium à Alexandrie de la chaîne YouTube Confessions d'Histoire. Dans celui-ci, le rôle d'Agrippa est interprété par l'acteur français Florian Velasco.
Il apparaît en outre dans plusieurs films sur Cléopâtre. Il est généralement présenté comme un vieil homme.
Enfin, Agrippa fait partie des personnages secondaires de la série télévisée Domina, diffusée en 2021 sur Sky Atlantic, qui décrit l'ascension de l'impératrice Livie. Dans la série, Agrippa est incarné par l'acteur britannique Ben Batt.

### Jeux vidéo
- Shadow of Rome de Capcom, 2005.
- Assassin's Creed Origins de Ubisoft Montréal, 2017.